# エサルハドン

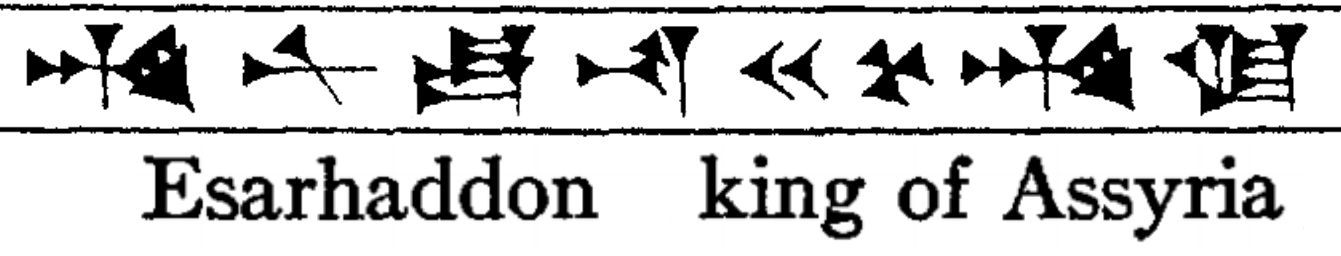
ラッサム円筒刻文に刻まれた「エサルハドン、アッシリアの王」。前643年。

エサルハドン（Esarhaddon、在位：前681年 - 前669年）は、古代メソポタミア地方の新アッシリア帝国の王である。後継者争いを制してアッシリア王に就き、帝国の黄金期を維持する。父センナケリブが破壊したバビロンを再建。エジプト遠征の途上で病没した。後継の王に年下の子アッシュルバニパルを指名したことが、やがてアッシリア帝国の内戦を招くこととなる。
エサルハドンはEssarhaddon / Assarhaddon / Ashurhaddonなどと表記し、楔形文字表記〈新アッシリア時代〉では / 、Aššur-aḫa-iddina（アッシュル・アハ・イディナ）、「アッシュル神は兄弟の代わりを賜れり」を意味する。アッシュル・エティル・イラニ・ムキンニ（Aššur-etel-ilani-mukinni）と呼ぶ文書もある。

## 概要
エサルハドンは、父センナケリブの死（前681年）から自身が死亡する前669年まで在位した。サルゴン王朝の3人目の王であり、前671年にエジプトを征服したことで最も有名である。この征服によりアッシリア帝国は史上空前の規模となった。またエサルハドンは父センナケリブによって破壊されたバビロン市を再建した。
センナケリブの長子アッシュル・ナディン・シュミが前694年にエラムに捕らえられ処刑された後、当初は新たな後継者に第2子であるアルダ・ムリッシが就いた。しかし前684年、年少であったエサルハドンが代わって後継者に任命された。この決定に憤ったアルダ・ムリッシや他の兄弟ナブー・シャル・ウツルは前681年に父センナケリブを暗殺し、アッシリア王位の簒奪を計画した。この暗殺とアルダ・ムリッシの王位への野望故に、エサルハドンの即位は困難なものとなり、最初に、6週間にわたる内戦でこの兄弟たちを打ち破らなければならなかった。
兄弟たちによるクーデターの試みはエサルハドンにとって予想外の、そして厄介なものであり、彼はその死に至るまで、妄想症（paranoia）と役人・総督たち・男性親族に対する人間不信に悩まされた。この被害妄想の結果として、エサルハドンが使用した宮殿の大半は各都市の主要人口集積地から離れた位置にある警備の厳重な要塞であった。また恐らく、男性親族への不信の結果として、彼の治世の間、母のナキアや娘のシェルア・エテラトのようなエサルハドンの女性親族は、それ以前のアッシリア史における女性たちよりも、かなり大きな影響力と政治力を振るうことができた。
比較的短く困難な治世と、被害妄想・鬱・頻繁な病に苦しんでいたにもかかわらず、エサルハドンは最も成功したアッシリアの王の一人と認識されている。彼は前681年に速やかに兄弟たちを打ち負かし、アッシリアとバビロニアの双方で野心的な大建設プロジェクトを完遂し、メディア、アラビア半島、アナトリア、コーカサス、そしてレヴァントへの遠征を成功させ、エジプトを撃破して征服し、自身の死にあたっては2人の後継者アッシュルバニパルとシャマシュ・シュム・ウキンへの平和裏の権力移譲を成し遂げた。

## 即位まで

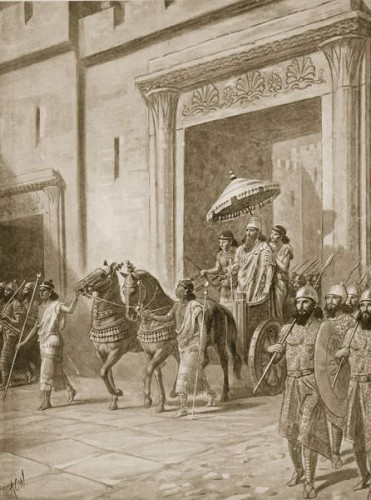
「The Recognition of Esarhaddon as King in Nineveh」（ニネヴェにおけるエサルハドンの王位就任）、A・C・ウェザーストーン（A. C. Weatherstone）による『Hutchinson's History of the Nations』（ハッチンソン　国家の歴史）（1915年）のためのイラスト。

エサルハドンは、アッシリア王センナケリブの息子として王妃の一人ナキア（ザクトゥ）との間に生まれた。
センナケリブが最初に後継者として選んでいたのは長子アッシュル・ナディン・シュミであり、彼は前700年頃にバビロンの統治者に任命されていた。それから間もなく、センナケリブはエラムの地（現在のイラン南西部）に逃げ込んだカルデア人の反乱指導者たちを破るためにエラムを攻撃した。この攻撃への報復として、エラム人は前694年にアッシリア帝国の南部を攻撃し、シッパル市でアッシュル・ナディン・シュミを捕らえることに成功した。アッシュル・ナディン・シュミはエラムへと連れ去られ、恐らく処刑された。
アッシュル・ナディン・シュミが死亡したと判断した後、センナケリブは存命中の第2子であるアルダ・ムリッシを王太子に任命した。しかしその数年後の前684年、王太子はアルダ・ムリッシからエサルハドンに変更された。アルダ・ムリッシが突然王太子から降ろされた理由は不明であるが、彼が大きな失望を胸に抱いたことは明らかである。エサルハドンは自分の王太子任命に対する兄弟たちの反応を後に碑文で次のように描写している。
兄たちの弟が余であった。しかし[神々たる]アッシュル神とシャマシュ神、ベールとナブー神の命により、我が父は余を高めた。父は我が兄弟たちの集まりでシャマシュ神に「彼が我が後継者なるや？」と問い、神々は「彼は汝の第2の自己なり」と答えられた。

そして我が兄弟たちは発狂した。彼らは神を畏れずニネヴェの中央で剣を抜いた。しかしアッシュル神、シャマシュ神、ベール、ナブー神、イシュタル神、全ての神々がこの悪党どもの所業を怒りと共に見て、彼らの力を弱くし、我が下に平伏させた
アルダ・ムリッシは父センナケリブによってエサルハドンへの忠誠の誓約を強いられた。しかし、彼はセンナケリブに対し、繰り返し自分を後継者に戻すように訴えた。これらの訴えが通ることはなく、センナケリブは情勢不穏を感じ取り、安全確保のためエサルハドンを西方の属州へと亡命させた。エサルハドンはこの亡命に不満を持ち、次のような言葉でこの事態を描写し兄弟を非難している。
悪意ある風聞、中傷、偽り。彼ら（即ちエサルハドンの兄弟たち）は邪悪なる手段、嘘、不実で私を振り回した。彼らは余の背後で悪を企てた。神々の御心に反して我が父の好意を余から遠ざけ、密かに父は心動かされたが、なお余に王権を行使させるつもりであった。
センナケリブはエサルハドンを野心あふれる兄弟たちのそばに置いておくことの危険を察知していたが、彼自身の命に迫る危険に気付いていなかった。681年10月20日、アルダ・ムリッシ、ナブー・シャル・ウツルらセンナケリブの息子たちはニネヴェの神殿で父親を襲撃し殺害した。しかしながら、アルダ・ムリッシの王位獲得の夢は打ち砕かれた。センナケリブの殺害はアルダ・ムリッシと彼の支持者たちの間に亀裂を生み出し、このことが戴冠式の実施を遅らせ、その間にエサルハドンは軍を動かした。この軍と共に戻ったエサルハドンは、アルダ・ムリッシらの軍と西方のハニガルバト（ミタンニ）で会敵した。兵士の大半がアルダ・ムリッシらを見捨てエサルハドンの軍へと加わり、アルダ・ムリッシらの将軍たちは逃亡した。その後、エサルハドンは抵抗を受けることなくニネヴェに進軍した。
3年にわたってアッシリアの王太子であり、センナケリブの後継者として指名され、帝国全土から彼を支持する誓いを得ていたという事実にもかかわらず、エサルハドンがアッシリアの王位を確保することは極めて困難なことであった。
父の死から6週間後、エサルハドンはニネヴェにおいて新たなアッシリア王として認められ受け入れられた。王位を得た直後、エサルハドンは、兄弟たちの家族を含む自らの掌中にあった首謀者たちと政敵を確実に処刑した。ニネヴェの王宮の警備に関わる全ての従者たちが「免職（具体的には処刑）」された。アルダ・ムリッシとナブー・シャル・ウツルはこの粛清を生き延び、北方のウラルトゥ王国へと逃げた。エサルハドンが碑文においてアルダ・ムリッシら兄弟に頻繁に言及していることは、彼らの行動にエサルハドンが驚かされ、その行動を気に病んでいたことを示している。エサルハドン自身の碑文において、彼のニネヴェへ入りと反逆者たちの粛清は次のように書かれている。
余は喜びとともに我が王都ニネヴェへと入り、無事に我が父の玉座に登った。王権の行使に賛意を示すエア神の息吹、南風が吹いた。天と地で余の好ましき徴、神々と女神の報せたる占い師たちの言葉が待たれていた。絶えず[欠落]と余の心に勇気を賜った。
兵士たち、余の兄弟たちのためにアッシリアの支配権を奪おうと陰謀を扇動した反逆者たち、彼らの地位を余は最後の1人に至るまで調べ上げ、彼らの上に重き罰を課し、彼らの一族を滅ぼした。

## 治世

### バビロンの再建

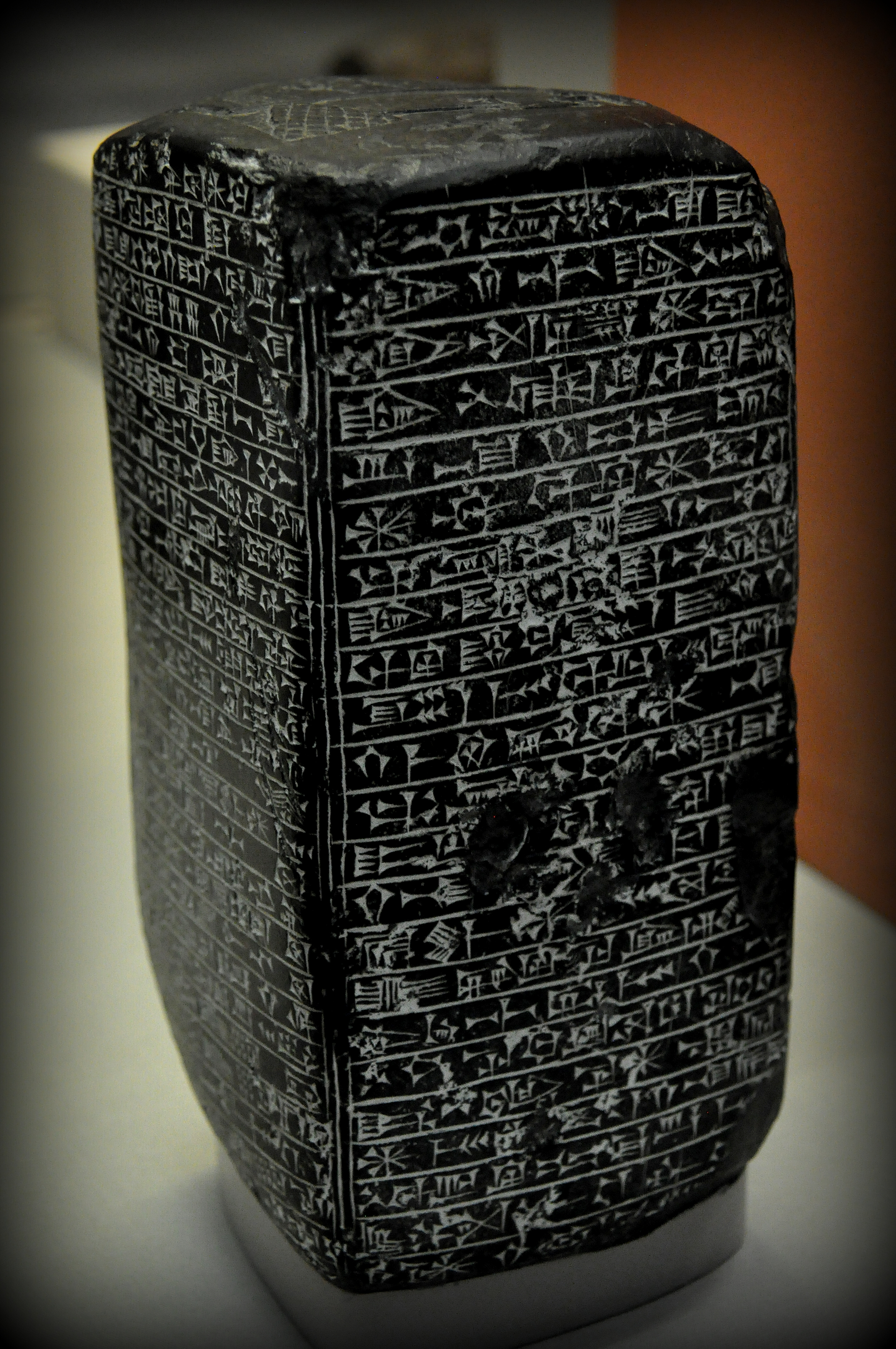
黒い玄武岩製のエサルハドンのモニュメント。伝統的なシュメール・アッカド式の楔形文字でエサルハドンによるバビロン市再建について語っている。前670年頃。大英博物館収蔵。BM 91027。

エサルハドンは帝国南部のバビロニアの住民からの支持を確保したいと望んでいた。これを実現するため、彼は南部全体において、それまでのアッシリア王の誰よりも広い範囲で建築・修復事業に資金を注ぎ込んだ。バビロニアは彼の治世からそう遠くない時期にアッシリア帝国の一部となったに過ぎず、前世紀のアッシリア王ティグラト・ピレセル3世によって征服・併合されるまで、アッシリアの属王である現地人の王によって統治されていた。おそらくエサルハドンはこの建設計画を通じて、アッシリアによるこの地域への支配が継続することの恩恵、彼が現地人のバビロニア王と同様の配慮と寛容をもってバビロンを統治するつもりだということを示そうとしたのであろう。
バビロン市はバビロニアという地名の元となった都市であり、南メソポタミアにおいて1000年にわたって政治的・宗教的中心地であった。バビロニア人の独立志向を抑えるため、エサルハドンの父センナケリブは前689年にバビロン市を破壊し、都市神ベール（マルドゥク）の像をアッシリア領奥深くへと持ち去っていた。バビロン市の再建はエサルハドンによって前680年に告知され、彼の最も重要な事業の1つとなった。

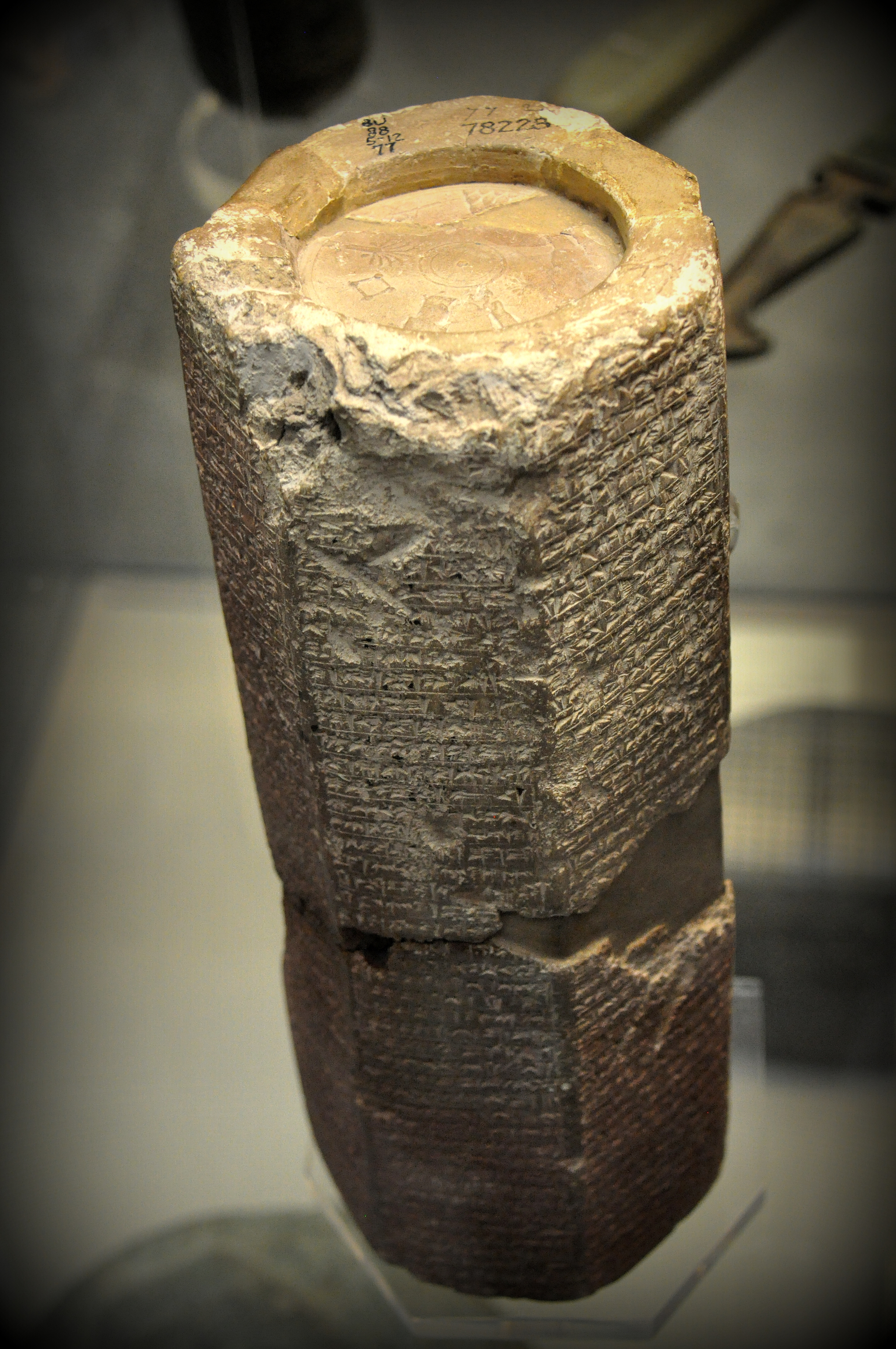
エサルハドンによるバビロンの再建を記録したテラコッタ。前670年頃。大英博物館で展示されている。

エサルハドンの治世を通して、この再建を監督するために彼が任命した役人からの報告が、この建設計画の巨大な規模を物語っている。バビロンの大がかりな復興は、センナケリブによる破壊の後に残されていた大量の瓦礫の除去、この時点までに奴隷化されていた、あるいは帝国全土に散らばっていたバビロン市民の再定住、大部分の建物の再建、エ・サギラとして知られるベール（マルドゥク）に捧げられた巨大な神殿複合体およびエ・テメン・アン・キと呼ばれる巨大なジッグラト、同様に2つの市内壁の修復などからなった。バビロンの再建はバビロニアの人々に向けて善意を示して見せるというだけではなく、バビロニア人が王権に付与していた特性の1つをエサルハドンが担うことを可能としたという意味で重要だった。アッシリア王は一般的に軍人であるとみなされていたが、バビロンの王は建築家かつ修復者（特に神殿の）であるのが理想であった。エサルハドンは自身をこの都市の破壊と関連付けないよう注意し、バビロンに作った碑文では「神々に任命された」王として自分自身にのみ言及し、センナケリブには北方に建てた碑文でのみ言及した。そして父の所業としてではなく、バビロンが「神々の怒りに触れた」ものとしてバビロンの破壊を非難した。エサルハドンはバビロンの再建について次のように述べている。
大王、強き君主、全ての主、アッシュルの地の王、バビロンの支配者、敬虔なる羊飼い、マルドゥク神の寵愛を受け、諸君主の君主、忠良なる指導者、マルドゥク神の伴侶ザルパニトゥム神に愛され、謙虚で、従順にして、神々の力を賞賛してやまず、神々の偉大さが生まれたその最初の日から畏怖する
[余、エサルハドン]。以前の王の治世において悪の兆しがありし時、バビロンは都市神たちの怒りを買い、神々の御命令により破壊された。全てをあるべき場所に修復し、神々の怒りを宥め、憤怒を鎮めるために選ばれた者はエサルハドン、余であった。御身マルドゥク神はアッシュルの地の守護を余に委ねられた。同時にバビロンの神々は彼らの神殿を再建し、彼らの宮殿エ・サギラの正しき儀式を再開するよう余に申し付けた。余は全ての我が労働者を召集し、バビロニアの全ての人々を徴集した。余は彼らを働かせ、地面を掘り、土を籠に入れ運ばせた。
エサルハドンはバビロンの市門、胸壁、堀、庭園、聖堂、その他の様々な建物・建造物の再建を成し遂げた。エ・サギラ神殿の建設中は特段の注意が払われ、宝石、芳香豊かな油、香料が神殿の基礎に捧げられた。貴金属が神殿の扉の覆いに選ばれ、ベール像を収める台座は黄金で作られた。エサルハドンがバビロンに任命したある総督からの報告によって、この再建はバビロニア人から極めて好評であったことが伝えられている。
私はバビロンに入りました。バビロン市民は私を親しく迎え入れ、「王はバビロンから持ち去られ奪われたものをもどした」と言って日々陛下を祝福しております。またシッパルからバーブ＝マラート（Bab-marrat）に至るまでのカルデア人の首長たちは「バビロンに（人々を）再定住させた者（それは彼である）」と言って陛下を祝福しております。」

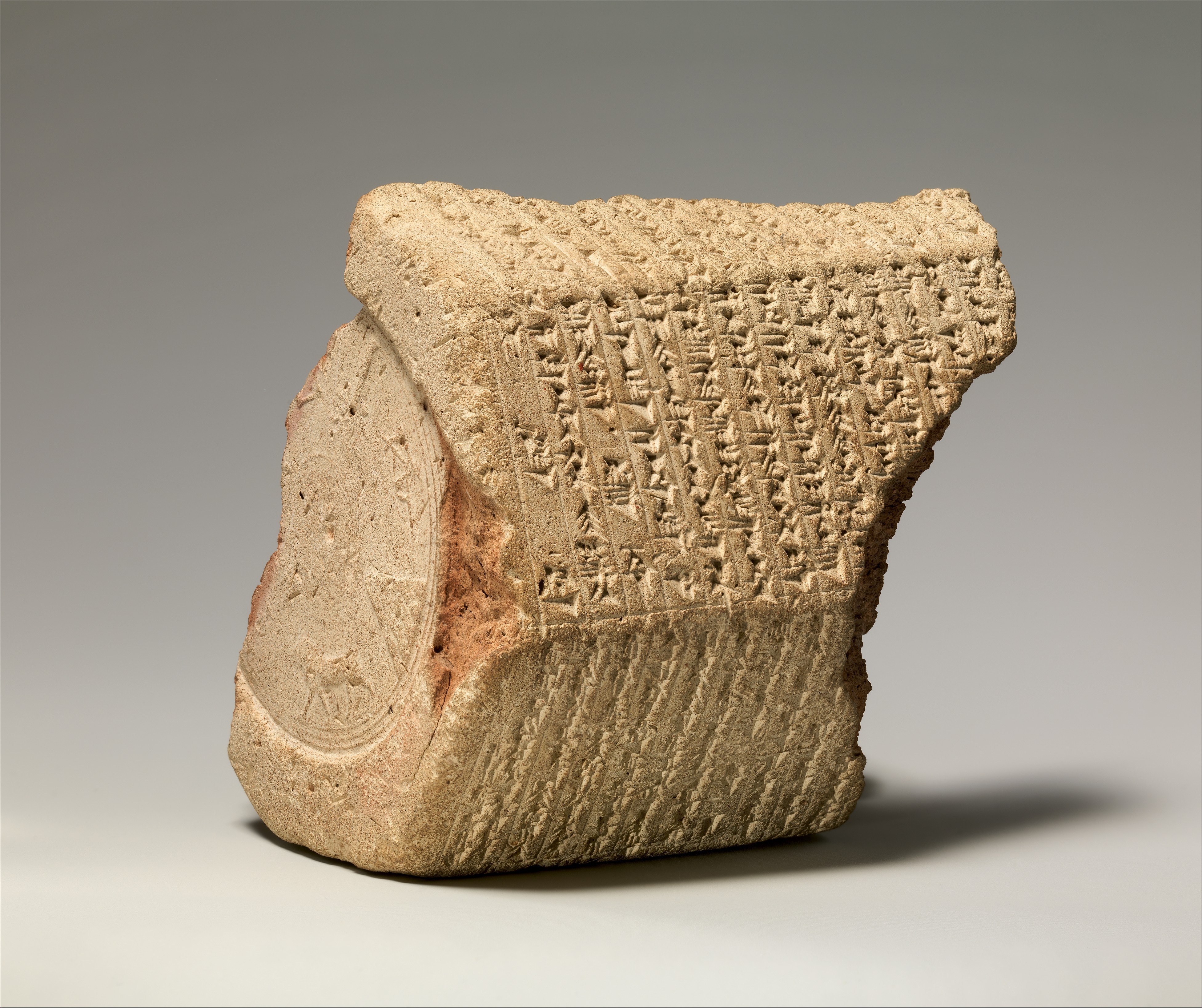
エサルハドンによるバビロン再建を記録した別の粘土板文書。メトロポリタン美術館にて展示。

バビロンの再建はエサルハドンの生前に完了せず、多くの作業が後継者たちの治世の間も行われていた。エサルハドン治世中に再建事業がどの程度行われたのか正確には不明であるが、バビロンの神殿群の遺構から彼の石碑が発見されており、かなりの程度、作業が完了していたことがわかる。後継者たちによって完全に修復が成されたと思われる市壁を除き、エ・サギラ神殿とエ・テメンアンキのほぼ完全な修復など、エサルハドンは自分の再建目標をほぼ達成したかもしれない。
エサルハドンは南部の他の都市の再建事業も支援していた。エサルハドンは統治第1年にアッシリアが戦争で鹵獲していた様々な南部の神々の像を返還した。センナケリブによるバビロン市の破壊以来、ベール像は他のバビロニアの伝統的な神々の像と共にアッシリア北東部にあるイッセテ（Issete）の町に保管されていた。ベール像はアッシリアに残されたが、他の神々の像はデール、Humhumia、シッパル＝アルル（Sippar-aruru）に返還された。その後数年の内に、ラルサとウルクの神像も返還された。バビロンで行ったのと同じように、エサルハドンはウルクで瓦礫を撤去し、そこにある女神イシュタルの神殿エ・アンナを修復した。ニップル、ボルシッパ、そしてアッカドといった諸都市でも小規模ながら同様の復興計画が実施させた。
南部におけるエサルハドンの大規模建設計画と努力が彼とバビロニア王権の伝統を結び付け、幾人かの学者は彼を「アッシリアのバビロニア王（Babylonian king of Assyria）」と描写しているが、このような見解は実際のエサルハドンの努力を歪めた表現かもしれない。エサルハドンはアッシリアとバビロニア双方の王であり、彼の軍事的・戦時的基盤は前任者たちとほぼ同様に、北部にあり続けた。同時に、南部におけるエサルハドンの建設事業はかつてないほど壮大・野心的なものであったが、彼はアッシリアの中核地帯でも、バビロニアほど市民志向ではなかったものの、同様の計画を完遂した。アッシリアではエサルハドンは神殿を再建・修復するとともに、宮殿や軍事的要塞の建設にも取り組んだ。
恐らく、南部で行っている事業と同等の割合で北部でも事業がなされるという安心感をアッシリアの人々に与えるため、エサルハドンはアッシュル市のエ・シャラ神殿の修復も実施させた。この神殿は北部メソポタミアにおける代表的な神殿の1つである。アッシリアの首都ニネヴェおよびアルベラの町でも同様の事業が行われた。南部と北部の神殿建設事業は同様のものであったが、エサルハドンがバビロニアよりアッシリアに重きを置いていたことは、北部では様々な行政的・軍事的建設事業が行われたのに対し、南部では完全に欠如していたことから明らかである。

### 軍事遠征

アッシリア（紫）の北部国境の政治地図。前680年-前610年。ウラルトゥ（黄）はエサルハドンの主敵の1つであった。

アッシリアの政情不安に乗じて自由を獲得しようとしていた従属諸国は、恐らく新たな王エサルハドンが彼らを制圧するのに十分なほど足場を固めていないと考えていたが、これらの従属諸国や領土拡大に熱心な外国勢力は（エサルハドンの不信にもかかわらず）アッシリアの総督たちと兵士たちが完全にエサルハドンを支持していることをすぐに認識することになった。アッシリアにとって2つの重要な脅威はルサ2世統治下にある北方のウラルトゥと遊牧民キンメリア人であった。アッシリアの仇敵であるウラルトゥは未だエサルハドンの兄弟たちを保護しており、キンメリア人はアッシリアの西部国境をかく乱していた。エサルハドンはキンメリア人の攻撃を抑制するために騎兵で名高い遊牧民のスキタイ人と同盟を結んだが、効果はなかったものと見られる。前679年、キンメリア人はアッシリア帝国の西端の属州に侵入し、前676年までにはさらにアッシリア内部に入り込んで、経路上の神殿と諸都市を破壊した。キンメリア人の侵略を食い止めるため、エサルハドンはキリキアにおける戦いで自ら兵士を率い、キンメリア人を退けることに成功した。エサルハドンは碑文においてキンメリアの王テウシュパを殺害したと主張している。
キンメリア人の侵入の最中、レヴァントのアッシリアの属領であったシドン市がエサルハドンの統治に対して反旗を翻した。シドンは前701年にエサルハドンの父センナケリブによってアッシリアに征服され臣下となったばかりであった。エサルハドンは地中海沿岸沿いに軍を進め、前677年にシドンを占領したが、その王アブディ・ミルクッティは小舟で逃亡した。彼は1年後に捕縛され処刑された。同年にエサルハドンはキンメリア人に対して決定的な勝利を得た。反乱を起こしていた他の属王である「クンドゥ（Kundu）とシッス（Sissu）」（恐らくキリキアにあった）のサンドゥアリ（Sanduarri）もまた破られて処刑された。勝利を祝うため、エサルハドンはこの2人の属王の頭を、彼らの貴族たちの周囲に吊るしてニネヴェでパレードさせた。シドンは領土を縮小させられてアッシリアの属州となり、かつてシドン王に属していた2つの都市の支配権は別の属王であるテュロス市のバアル1世に与えられた。エサルハドンは同時代の碑文でシドンに対する勝利を論じている。
我が威を恐れぬシドンの王、アブディ・ミルクッティ（Abdi-milkutti）は我が唇から紡ぎだされる言葉を鑑みることなく、恐るべき海を信頼し我が軛を投げ捨てた　－　シドン、彼が拠るこの都市は海の中にあり、[欠落]

魚の如く、余は彼を捕らえて海から出し、首を切り落とした。彼の妻、息子たち、宮殿の者ども、財産と品々、宝石、染め上げられた羊毛と亜麻の衣服、カエデとツゲの木、彼の宮殿に満ち満ちたあらゆる種類のあり余る宝物を、余は運び出した。彼の国中に散らばっていた人々　－　数えることができないほど多くの人々、ウシ、ヒツジ、ロバを、余はアッシリアへと運んだ。

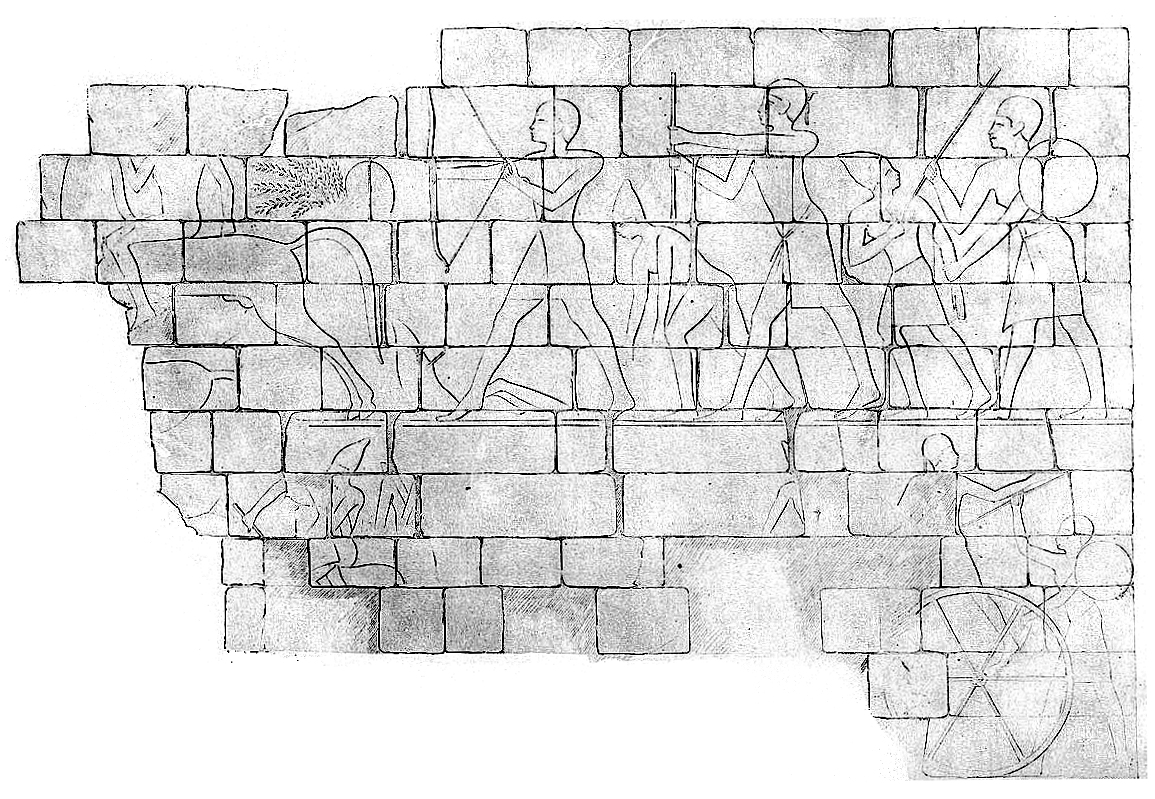
ゲベル・バルカルのアメン神殿のレリーフ。クシュ人がアッシリア人を破る場面を描いている。

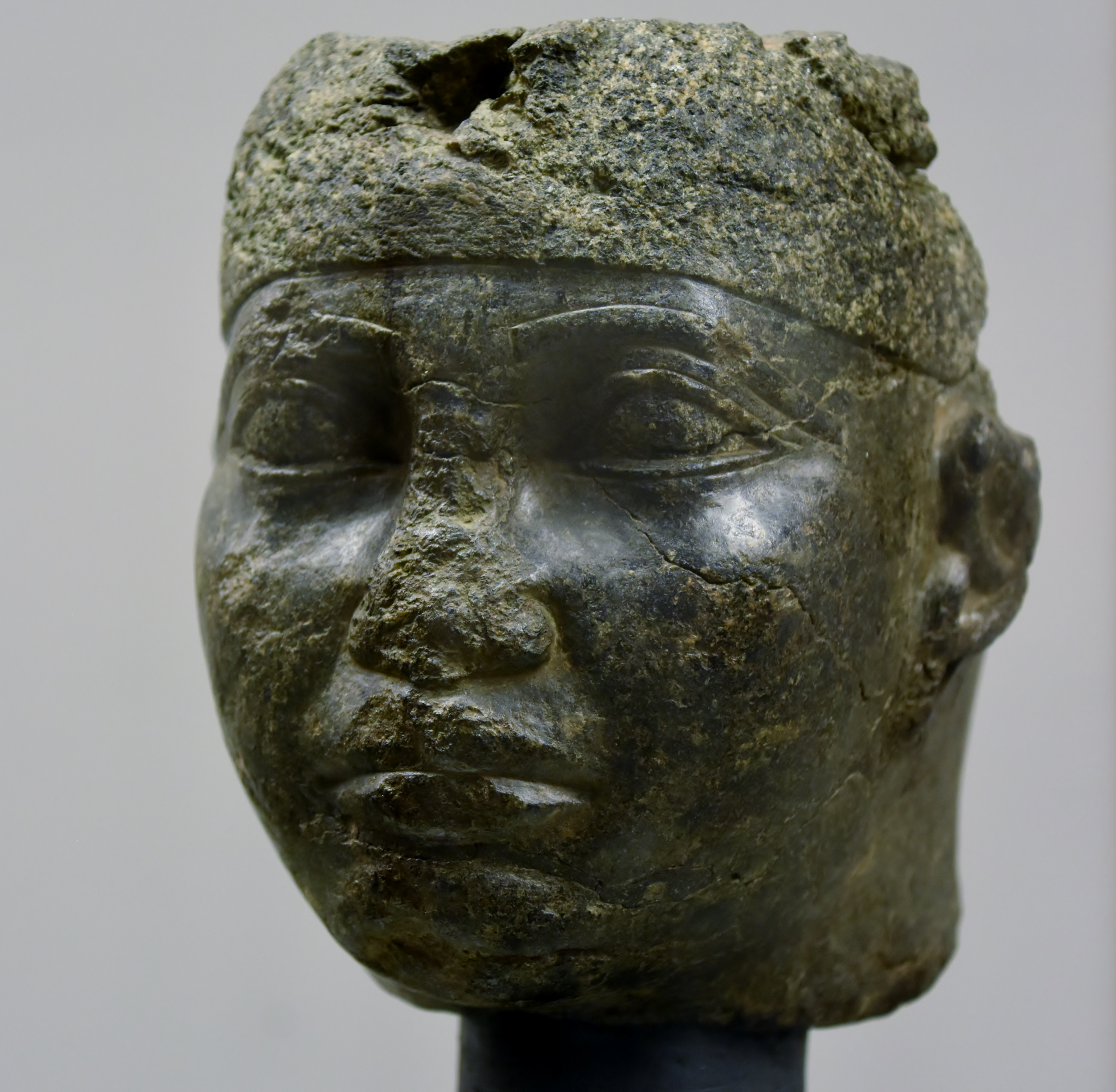
「黒いファラオ（Black Pharaoh）」、エジプト第25王朝のタハルカは繰り返しエサルハドンの敵となり、彼が前673年に行ったエジプト侵攻を撃退したが、前671年にエサルハドンによって打ち破られた。デンマーク、コペンハーゲンのニイ・カールスベルグ・グリプトテク美術館に収蔵。

シドンとキリキアの問題に対処した後で、エサルハドンはウラルトゥに注意を向けた。まず彼はウラルトゥと同盟を結んでいたマンナエ人を攻撃したが、遅くとも前673年までにはウラルトゥ本体との戦争に踏み切った。この戦争の一環として、エサルハドンはウラルトゥの属国であるシュプリア王国（Shupria）を攻撃して征服した。この王国の首都ウブムはヴァン湖岸にあった。この侵攻におけるエサルハドンの「開戦事由（casus belli）」は、シュプリア王がアッシリアからの政治亡命者（恐らくセンナケリブの死に関与した一党の一部）の引き渡しを拒否したことである。シュプリア王は一連の書簡による長いやり取りで諦め、亡命者たちの引き渡しに同意したが、エサルハドンは同意にいたるまで時間がかかり過ぎたと考えた。ウブムの防衛軍はアッシリアの攻城兵器を焼き払おうと試みたが失敗し、火は逆に町の中に広がった。その後アッシリア軍は町を占領・略奪し、亡命者たちは捕らえられて処刑された。シュプリア王はウラルトゥの罪人についても同様にウラルトゥへの引き渡しを拒否していたが、彼らもアッシリアに捕らえられた後、ウラルトゥへ送還された。これは恐らく関係改善のための処置である。ウブム市は修復され、改名された後にアッシリアに併合され、2名の宦官が総督として任命された。
前676年頃にはザグロス山脈やタウロス山脈方面に遠征して現地を押さえ、更にイシュクザーヤ（スキタイ）の王バルタトゥアに娘を嫁がせて遊牧民との関係改善を図った。
前675年、エラム人がバビロニアに侵攻しシッパル市を占領した。この時アッシリア軍は遠征のため遠く離れたアナトリアにいたが、南部属州の防衛のため、アナトリアへの遠征は放棄された。このエラムとの武力衝突とシッパル市の失陥は恥ずべきことであり、エサルハドンが碑文でこれに言及することはなく、ほとんど記録に残されていない。すぐ後のシッパル包囲戦でエラム王フンバン・ハルタシュ2世は死亡し、新たなエラム王ウルタクが困難な状況を引き継いだ。アッシリアとの関係を回復し新たな衝突を避けるため、ウルタクはバビロニアへの侵攻を取りやめ、エラムが接収していた複数の神像を返還した。エサルハドンとウルタクは同盟を結び、お互いの子供を交換してそれぞれの宮廷で育てることとした。
エサルハドンの統治第7年の終わり近く（前673年の冬）に、エジプト侵攻が行われた。この侵攻について論じるアッシリアの史料は僅かで、一部の学者はアッシリアにとって恐らく最悪の敗北の1つに終わったと想定している。エジプトは何年にもわたりアッシリアの反抗者たちを支援しており、エサルハドンはエジプトを襲撃して彼らを一網打尽にすることを望んでいた。エサルハドンが急速に軍を前進させた結果、アッシリア軍はエジプト支配下のアシュケロン市の外側に到着した時には疲労困憊しており、エジプトを支配していたクシュ人の王タハルカによって打ち破られた。この敗北の後、エサルハドンは当面、エジプト征服の計画を放棄することとし、ニネヴェへと引いた。

### 健康と鬱の悪化
エジプト侵攻に失敗した前673年までに、エサルハドンの健康悪化が明らかになっていた。アッシリア王であることの主要な要件の1つが完全な精神的・肉体的健康であったため、これは問題を引き起こした。エサルハドンは常に何らかの病気に苦しんでおり、しばしば宿営で飲食をせず人とも接触することなく何日も過ごした。彼が寵愛した妻、エシャラ・ハンマトが死亡した前672年に彼の体調が改善した可能性はほとんどない。現存する多くの宮廷文書が、エサルハドンがしばしば悲嘆に暮れていたこと示している。妻の死、そしてその頃生まれたばかりの幼い子供の死によってエサルハドンは陰鬱になっていた。このことはエサルハドンの祓魔師の長で、エサルハドンの健康に主たる責任を負っていたアダド・シュマ・ウツル（Adad-shumu-usur）の手紙から明確に見て取ることができる。手紙の一例は以下のようなものである。
王、我が主は、私に「余は悲嘆に暮れている。この小さな我が子のために陰鬱になってしまっている。余はどうすれば良いのだろうか？」と書き送られました。もしそれが治癒可能なものであったならば、陛下は私に王国の半分を与えてくださることでしょう！しかし我々に何ができましょうか？おお、王、我が主よ、それは不可能なことなのです。」
エサルハドンの侍医を含む王宮の人々によって書き留められたメモと手紙では彼の体調について詳細に説明され、激しい嘔吐、繰り返される発熱と鼻血、眩暈、強い耳の痛み、下痢と陰鬱な精神状態について議論されている。エサルハドンは死が迫っていることを頻繁に恐れており、彼の健康状態の悪化は全身を顔面を含めて覆った発疹を見れば誰の目にも明らかなものとなっていた。侍医たちは恐らくアッシリアの最高の医師であったが、困惑しており最終的には自分たちに王を治癒する能力がないことを白状せざるを得なかった。このことは次のような手紙で明確に表されている。
我が主、王は「なぜ余の病の性質を特定し治療法を見出さないのか？」と私に問い続けておられます。既に直接申し上げたように、陛下の症状は判別不可能です。」
アッシリア人は病を神罰と見なしたので、病にかかった王は神の加護がなくなったものと見なされた。このことから、エサルハドンの健康不安は如何なる対価を支払っても国民に隠しておかねばならなかった。王に謁見する際には誰であれひざまずき、ヴェールをかぶらなければならないというアッシリアの伝統により、彼の病は臣民たちに隠し通すことができた。

### 王位継承計画
自分自身が非常な困難の末にアッシリア王位を獲得していたため、エサルハドンは自分の死後の権力の移行がスムーズかつ平和裏に行われるよう複数の段階を踏んだ。エサルハドンとウルカザバルナ（Urkazabarna）と呼ばれる東方のメディアの王国の属王ラマタイア（Ramataia）との間で前672年に結ばれた条約（誓約）から、エサルハドンの全ての息子が当時まだ未成年であり、問題があったことが明らかとなっている。この条約ではまた、エサルハドンが自分の死後に彼の後継者たちの即位に複数の派閥が反対し、おじ、従兄弟、さらには「元王族の子孫」と「アッシリアの首長、または総督の1人」を推戴するかもしれないと憂慮していたことが示されている。
このことは、少なくともエサルハドンの兄弟の幾人かがこの時点でまだ生存しており、彼ら、あるいはその子供たちが自分の子供たちの脅威として登場する可能性があったことを示している。「元王族の子孫」への言及はエサルハドンの祖父サルゴン2世が簒奪によって王位を獲得し、それ以前の王たちと関係を持っていなかったかもしれないという事実を暗示するものである可能性もある。かつての王家の子孫が未だ生き残っていて、アッシリア王位への権利を要求する立場にあったかもしれない。
自らの死に伴う内戦を回避するため、エサルハドンは前674年に長男シン・ナディン・アプリを王太子として指名した。しかし彼はその2年後に死亡し、再び王位継承は危機に直面した。この時、エサルハドンは2人の王太子を任命した。存命中の王子のうち年長の息子シャマシュ・シュム・ウキンをバビロンの継承者に選び、年少ながらアッシュルバニパルをアッシリアの王太子に任命した。この二人の王子はニネヴェを共に訪れ、外国の代表者、アッシリアの貴族たち、そして兵士たちの祝賀を受けた。過去数十年にわたってアッシリア王は同時にバビロンの王を兼任しており、息子の1人をアッシリア王の後継者に、別の1人をバビロンの王の後継者にするというのは新機軸であった。
アッシリア王位は明らかにエサルハドンの第一の称号であった。アッシリアの王太子に弟を、バビロンの王太子に兄を任命するという選択は、彼らの母親の出自によって説明できるかもしれない。アッシュルバニパルの母は恐らくアッシリア人であり、シャマシュ・シュム・ウキンはバビロンの女性の息子であった（これは不確かである。アッシュルバニパルとシャマシュ・シュム・ウキンが同母兄弟であった可能性もある）。このため、もしシャマシュ・シュム・ウキンがアッシリアの王位に登れば問題のある結果を引き起こしたであろう。アッシュルバニパルは2番目に年長の息子であり、兄に次ぐ王位継承の有力な候補であった。エサルハドンは恐らく、バビロニア人に連なる者を王として戴くことにバビロニア人が満足するだろうと推測し、それ故にシャマシュ・シュム・ウキンをバビロンとアッシリア帝国の南部の後継者とした。エサルハドンが作成した条約は、この二人の息子関係がどのようなものであると彼が想定していたのか幾分不明瞭なものとなっている。アッシュルバニパルが帝国の第一の継承者であったことは明らかであり、シャマシュ・シュム・ウキンは彼に忠誠の誓約を立てることになっていたが、別の部位ではアッシュルバニパルがシャマシュ・シュム・ウキンの管轄に干渉しないことも明記されており、これはより対等と言える関係を示している。二人の王太子はすぐにアッシリアの政治に深く関与するようになり、病気がちな父親の肩に背負われた負担の一部を引き受けた。
エサルハドンの母親ナキアは、エサルハドンが自分の即位当初に発生した流血を避けるべくとった処置とは別の対策して、潜在的な敵と王位主張者に対してアッシュルバニパルがアッシリア王位に就くことへの支持を誓約させた。アッシュルバニパルとシャマシュ・シュム・ウキンの王位継承を確実なものとするため、エサルハドン自身もまた少なくとも6人の東方の独立諸国の君主およびアッシリアの中核地帯の外側にいた複数の総督と前672年に継承条約を締結した。恐らく、このような諸条約の作成にいたった主たる動機は、エサルハドンの兄弟、特にアルダ・ムリッシが未だ生きており、アッシリア王位を要求していたことであろう。いくつかの碑文によって、アルダ・ムリッシが前673年の時点でもまだ生きていたことが示されている。

### エジプト征服と身代わり王
前671年の初頭、エサルハドンは再びエジプトへ向けて進軍した。
2度目のエジプト遠征のために編成された軍は、前673年の1度目の遠征でエサルハドンが動かした軍よりもかなり大規模であり、前回の問題を回避するために非常にゆっくりと進軍した。経路上、アッシリア西方の主要都市ハッラーンを通過し、この町でエサルハドンのエジプト征服が成功するであろうという預言が彼に示された。エサルハドンの死後にアッシュルバニパルに送られた手紙によれば、預言は次のようなものであった。
エサルハドンがエジプトに進軍する時、杉材の神殿がハッラーンに建てられた。そこでシン神が木柱の上で王位に就き、2つの冠が御神の頭上にあって、その正面に立つ神はヌスク神であった。エサルハドンが入りその冠を彼の頭上に戴き、神より次のように宣言された。「そなたは前に進み、世界を征服する！」。そして彼は行き、エジプトを征服した。
この預言を受けてから3ヶ月後、エサルハドンの軍勢はエジプト軍との最初の戦闘に勝利した。しかしこの預言と初戦の勝利にもかかわらず、エサルハドンは自らの身辺に不安を抱いていた。エジプト軍を撃破してから僅か11日後、彼は「身代わり王」の儀式を執り行った。これは差し迫った危険を伝える何らかの予兆から王を守り匿うことを目的とした古代アッシリアの手法であった。エサルハドンは治世の早い段階でこの儀式を執り行っていたが、この時の儀式ではエジプト侵攻の指揮を執ることができなくなった。

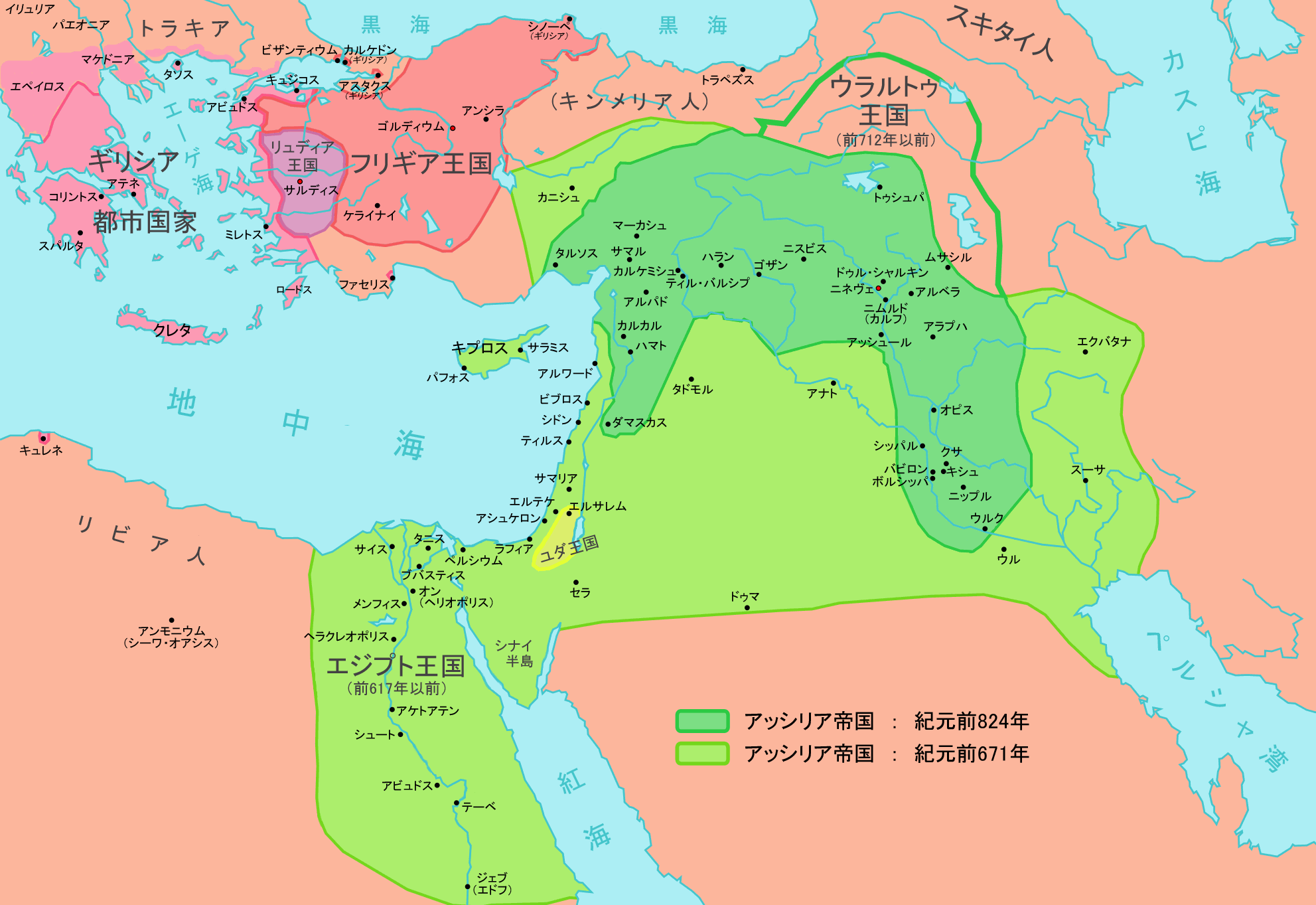
前671年の新アッシリア帝国。エサルハドンがエジプトへの侵攻に成功した後。

この「身代わり王」の儀式の中で、エサルハドンは100日間隠れ、その間、代理人（可能ならば知的障害者）が王の寝台で眠り、王冠と王の衣装を身に着け、王の食事を取った。この100日の間、隠れていた本物の王は「農夫」という別名でのみ呼ばれた。儀式の目的は、王に対する悪しき意図を身代わりの王に向かわせることで、本物の王エサルハドンの安全を守ることであった。この身代わり王は、100日が終了した時点で、何かが起きたかどうかに関わらず殺害された。
エサルハドンが恐れていた予兆がどんなものであったにせよ彼は前671年を生き延びたが、その後の2年間でこの儀式を2度執り行うことになったため、ほぼ1年間にわたってアッシリア王の義務を十分に果たすことができなくなった。この間、帝国の民政の大半は彼の王太子たち、アッシュルバニパルとシャマシュ・シュム・ウキンによって監督され、エジプトにいた軍隊は恐らく宦官長アッシュル・ナツィルによって指揮されたものと見られる。アッシリア軍はさらに2度の戦いでエジプト軍を破り、エジプトの首都メンフィスを占領・略奪することに成功した。また、アッシリア軍はテュロスのバアル1世のようなエサルハドンに対抗してエジプトと同盟を結んでいたレヴァントの属王との戦いに直面した。
エジプトのファラオ（王）タハルカは逃亡したが、エサルハドンはタハルカの妻と息子を含む家族を捉え、この王族の大半は人質としてアッシリアに送られた。新たに征服したエジプトの統治担当者として、エサルハドンに忠実な総督たちが置かれた。エジプトの征服を記念して建てられた エサルハドンの勝利の碑文において、エサルハドンは堂々たるポーズで描かれており、その手にはこん棒を持ち、属王たちは首に縄をかけられて彼の前で跪いている。この征服の結果、多数のエジプト人がアッシリアの中核地帯に強制移住させられた。エサルハドンは勝利の碑文においてこの征服を次のように説明している（抜粋）
大いなる神々に呪われたエジプトおよびクシュの王タハルカ（の軍）に対して、イシュフプリから彼の居城メンフィスまで十五日の行程を、余は毎日休止することなく殺戮を行った。彼自身に対しても、余は五度矢の尖で打ち、癒しがたい傷を負わせた。余は彼の居城メンフィスを包囲し、坑道、破口、攻城梯子をもちいて、半日のうちに占領した。余は（メンフィス市を）略奪し、破壊し、火をかけた。彼の妃、ハレム、王太子ウシャナフル、その他の王子や王女たち、（それに）彼の財貨、馬、牛、小家畜を数えきれないほど、戦利品としてアッシリアに運んだ。余はクシュ（の勢力）をエジプトから根絶した。余に対する恭順（の確保）のために、そこ（エジプト）にだれひとり（クシュ人を）残すことはしなかった。余はエジプト全土にわたって（各地に）王、総督、長官、商港監督官、代官、属吏を新たに任命した。我が主なるアッシュルならびに（他の）大いなる神々たちのために、寄進と供物を永遠にわたって定め、余の支配に対しては、貢納と進物を年ごとに絶えることなく彼ら（エジプト人）に課した。
余は我が名を刻んだ石碑を作らせ、その上に我が主アッシュル神の栄光と武勇、我が素晴らしき所業、余がいかにして我が主アッシュル神の加護のもとへ足繁く通ったか、そして我が征服の手の強さを書かせた。この世の終わりまで全ての我が敵にこれを示すため、余はこれを据え付けた。
小林登志子は、エジプトに対するアッシリアの軍事的勝利の原因を武装の違いにあるとする。アッシリアは鉄鉱石の産地であったアルメニア山地を支配下におさめ、アッシリア軍が鉄製武器で武装していたのに対し、技術の革新に乗り遅れたエジプト軍の武装は青銅製武器が主体であったため、戦力に差がついた。

### 前671年-前670年の陰謀

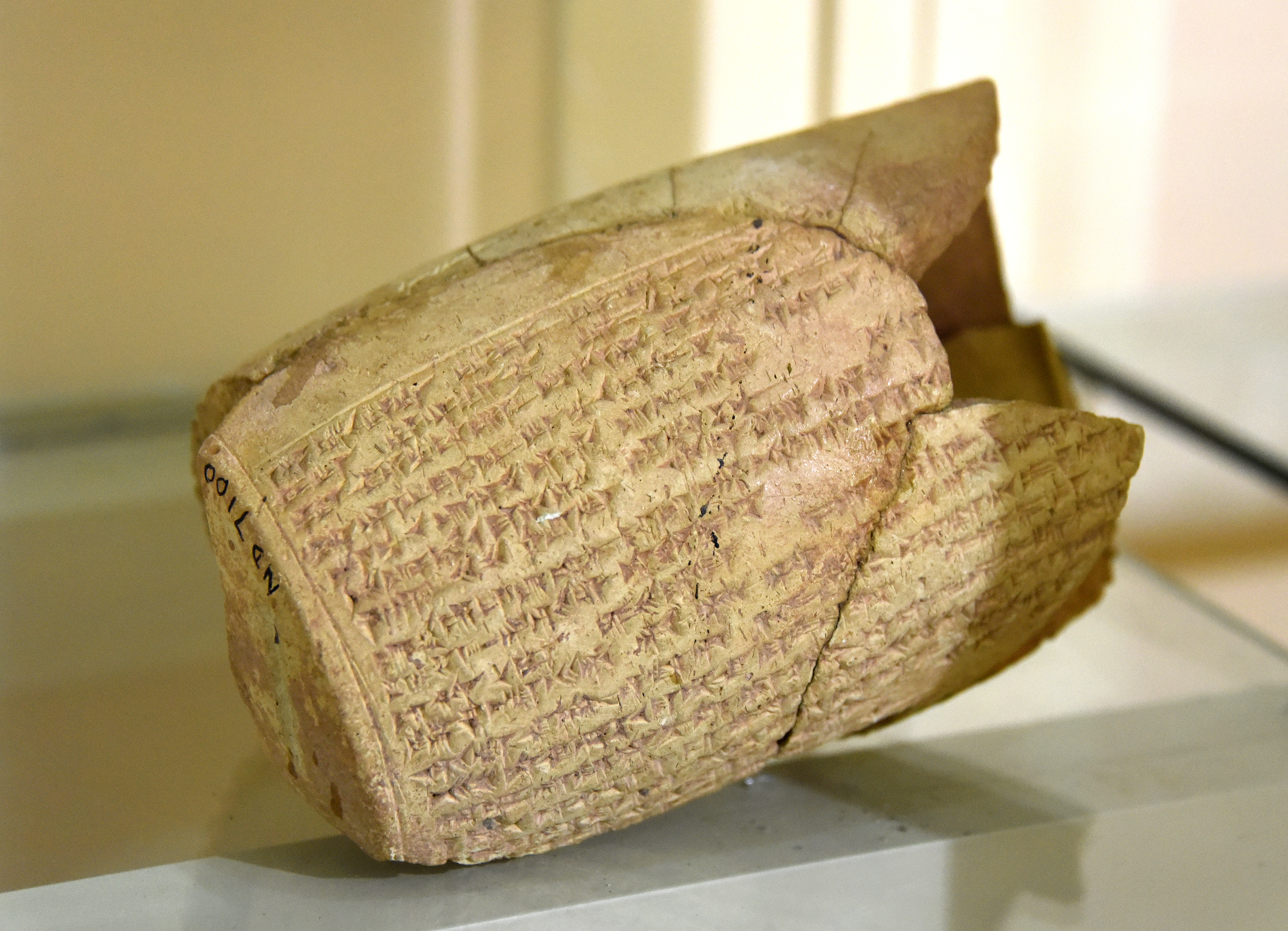
カルフ（ニムルド）にあったエサルハドンの宮殿から発見されたエサルハドンの碑文があるシリンダー。アルビール文明博物館で展示。

エジプトにおけるエサルハドンの勝利の直後、ハッラーンの新たな預言についての報せが帝国中に広まった。エサルハドンがエジプトを征服し、以前にハッラーンで下された預言が証明されたことで、ハッラーンの神託は信頼できるものと考えられるようになっていた。神がかり状態となった女性が語った預言は次のようなものであった。
これはヌスク神の御言葉である。王権はサシ（Sasî）に属する。我はセンナケリブの名と種と打ち砕く！
この預言が意味するところは明らかであった。この中でセンナケリブの子孫全てが僭称者であると宣言されたことによって、エサルハドンに対する反乱に有用な宗教的基盤が提供された。エサルハドンの肌の病変はハッラーンを訪れていた最中に現れた可能性があり、これが彼の地位が不法なものと宣言された理由であったかもしれない。王権を持つ者として宣言されたサシが何者であるのか不明であるが、かつてのアッシリア王族と関係を持つ人物であったことは間違いなく、そうでなければ彼が王位適格者と見なされることは不可能であったであろう。エサルハドンの祖父サルゴン2世の子孫であった可能性もある。サシは帝国全土からの支持を速やかに獲得することに成功し、エサルハドンの宦官長アッシュル・ナツィル（前出。エジプトの攻略を代理指揮したとみられる人物）さえもサシの側に立った
エサルハドンがこの陰謀について把握するのにさほど時間はかからなかった。彼の妄想症の故に、エサルハドンは巨大な臣下の情報ネットワークを帝国に張り巡らしており、彼らはエサルハドンに対して企まれたいかなる行動についてでも耳にしたらエサルハドンに報告することを誓っていた。彼らからの報告を通じて、エサルハドンはサシの支持者たちがハッラーンだけではなく、バビロンとアッシリアの中核地帯でも活動していたことを知っていた。しばらくの間、エサルハドンはサシ一派の活動についての情報を収集し、また自らの命を危ぶんで前回の「身代わり王」の儀式が終了してから僅か3ヶ月後、前671年に2度目の「身代わり王」の儀式を執り行った。
「身代わり王」の儀式が終了するとすぐに、身を隠していたエサルハドンは表に姿を現し、陰謀に参加した人々を残酷に殺害して彼治世中2度目の粛清を行った。サシと彼に王権の預言を告げた女性の運命は不明であるが、恐らく捕らえられて処刑されたであろう。粛清された役人が広範囲にわたったため、アッシリアの行政機構は何年もの間、苦しむこととなった。670年の最初の数か月、リンム（紀年官。就任者の名前がその年の年名として用いられる）職は任命されなかった。これはアッシリアの歴史において非常に珍しいことであった。サシの支持者の住居であると考えられている様々な都市の複数の建物の遺構は、670年に破壊されたものであると見られている。この陰謀の後、エサルハドンは治安をかなり引き締めた。彼は自分への謁見を難しくするため、宮廷の階級に新たに2つの位を導入し、宮殿へのアクセスをコントロールする役人の数を制限した。

### 最期

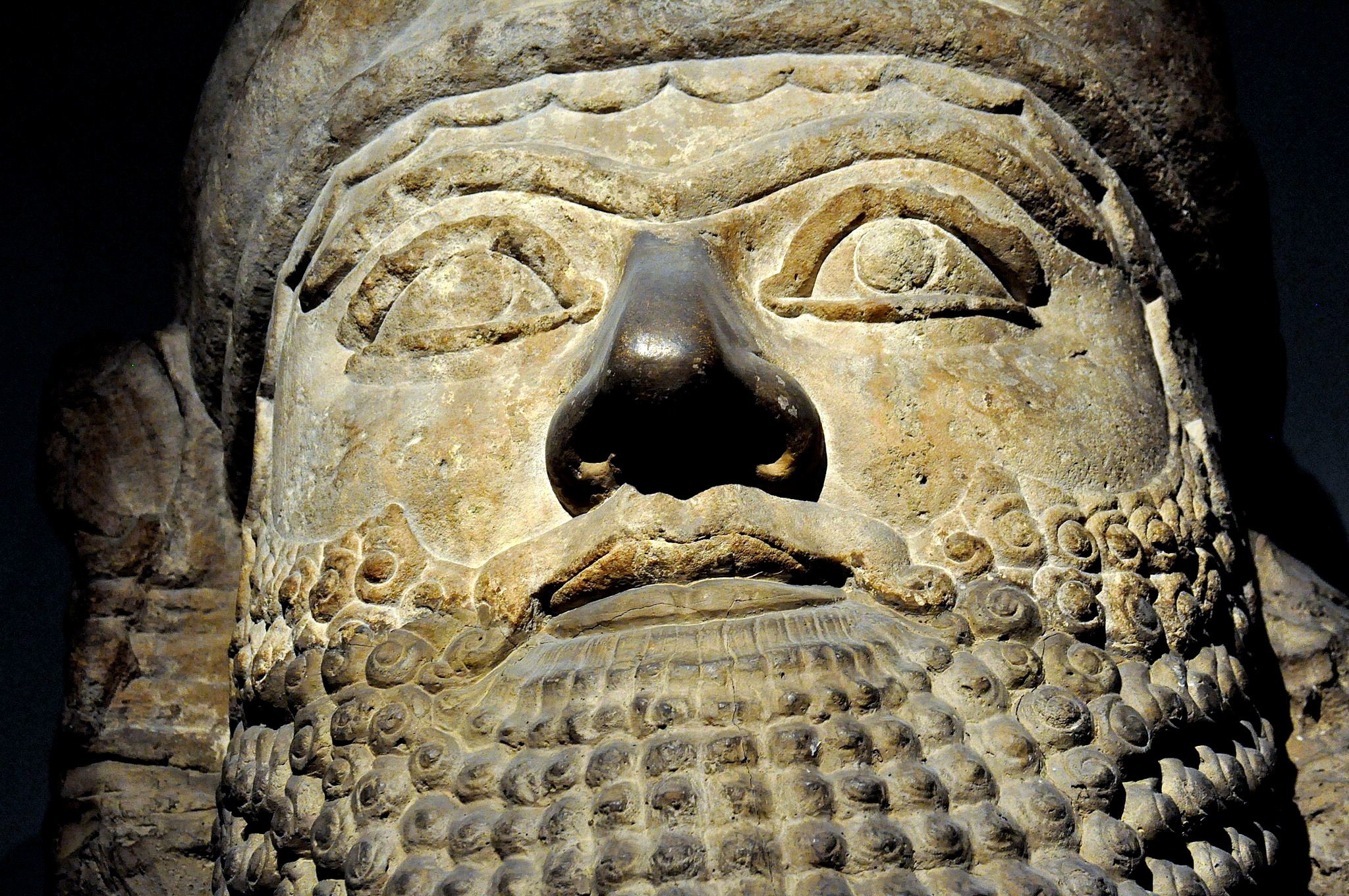
カルフにあるエサルハドンの宮殿から見つかったラマスの頭部。前670年頃。大英博物館にて展示。

エサルハドンは陰謀を乗り切ったが、病と妄想症が治癒することはなかった。わずか1年後の前669年、彼は再度「身代わり王」の儀式を執り行った。この頃、一度破ったファラオ、タハルカがエジプトの南から現れ、恐らくアッシリア内の混沌とした政治状況と相まってエサルハドンの支配からのエジプトの離脱を促した。
エサルハドンはエジプトの反乱の報告を受け取り、彼が自らエジプトに任命した総督たちの何人かさえも彼への貢納を止めて反乱に加わったことを知った。100日間の身隠しから戻った後、それまでよりは健康を取り戻していたと思われるエサルハドンはエジプトへの3度目の遠征に出発した。しかしエジプトの国境に到達する前に、前669年11月1日、ハッラーンで死亡した。遠征に対する反対があったという史料がないことは、エサルハドンの死が予期せぬ自然死であったことを示している。
エサルハドンの死後、彼の息子アッシュルバニパルとシャマシュ・シュム・ウキンが政治的騒乱や流血を伴うことなく王位を継承することに成功した。これはエサルハドンの王位継承計画が、少なくとも当初は成功したことを意味している。

## 外交

### アラブ人との外交

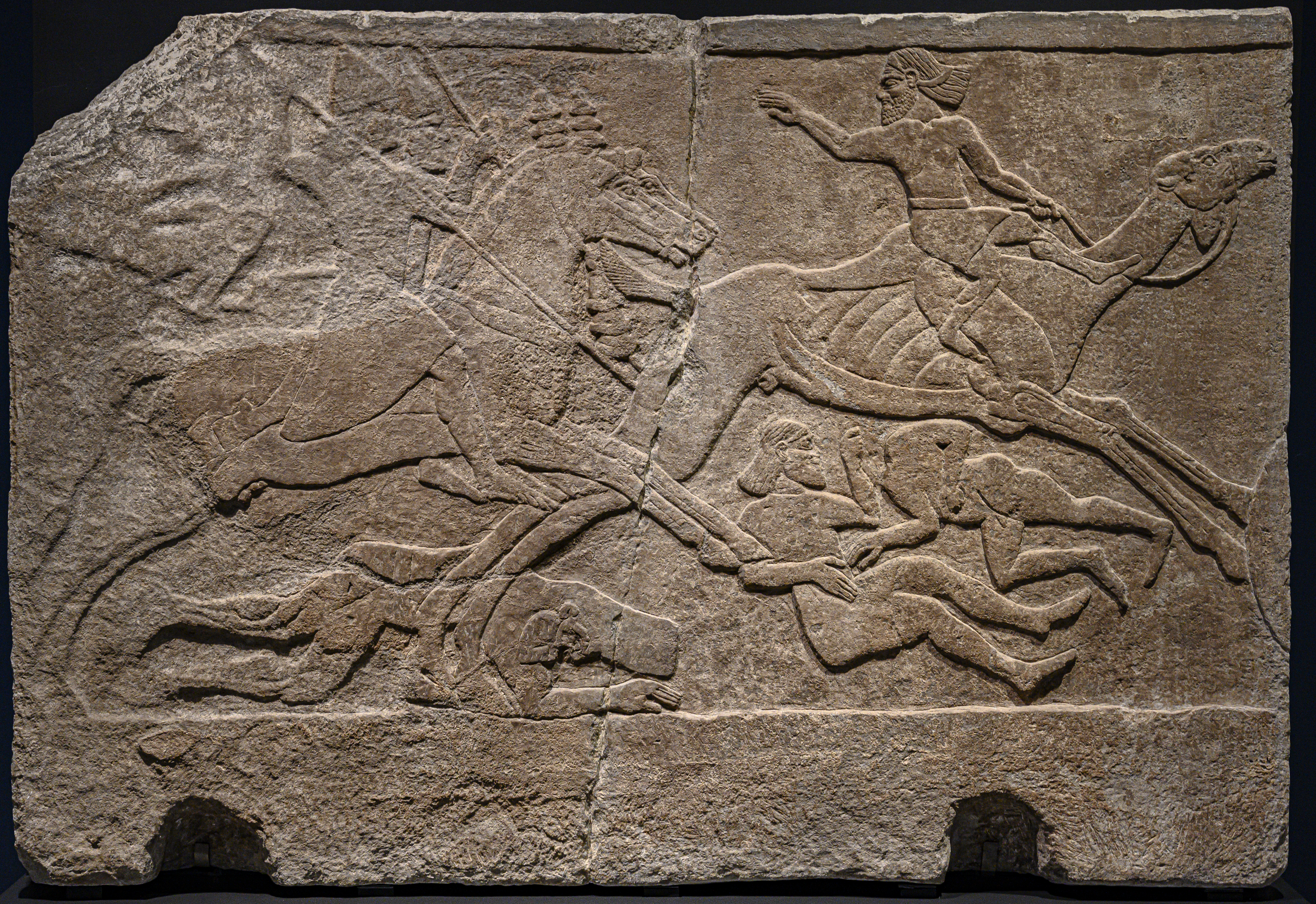
カルフ（ニムルド）の中央宮殿で発見されたラクダ騎兵との戦いを描いた浮彫。ティグラト・ピレセル3世時代。前728年。大英博物館収蔵。

前671年のエサルハドンのエジプト遠征において、シナイ半島のアラブ人部族の支援は重要であった。エサルハドンはまた、センナケリブによって平定されていたアラビア半島のアラブ人部族、特にアドゥンマトゥ市周辺の部族の忠誠を確保し続けることを決めていた。アドゥンマトゥの王ハザエルは、かつてセンナケリブが奪い取っていたハザエルの神々の像を返還することと引き換えにエサルハドンに貢納を収め、複数の親族をその下に送っていた。ハザエルが死亡し、彼の息子ヤウタ（Yauta）が即位した時、ヤウタの王としての地位はエサルハドンによって承認されており、エサルハドンはこの新王の統治に対する反乱を退けてヤウタを助けた。だが、その後間もなく、ヤウタはエサルハドンに対して反旗を翻した。この反乱はアッシリア軍に防がれて失敗したが、ヤウタはアッシュルバニパルの治世まで独立を維持することに成功した。
エサルハドンはまた「アラブの女王」としてタブアという女性をアッシリアの王宮で即位させ、故郷に戻って彼女の臣民を統治することを許可した。別のエピソードとして、エサルハドンはヤディ（Yadi）と呼ばれる都市の王に助けを求められた後、前676年に「バッザ（Bazza）」の国に侵攻した（アラビア半島の東部に存在したと想定されている）。この遠征ではアッシリア軍はこの地域の8人の王を破り、征服地をヤディの王に与えた。

### メディアとの外交
エサルハドンの治世にはメディア人の多くがアッシリアの臣下となった。前676年以前のいずれかの年に、エサルハドンの軍隊はメディアの王エパルナ（Eparna）とシディルパルナ（Shidirparna）をビクニ山（Bikni、メディア中央部のどこかにあった山。正確な位置は不明）付近で破り、アッシリアがメディアを脅かし得る大国であることをメディア人に証明した。この勝利の結果、メディア人の多くは争ってアッシリアに忠誠の誓約を立て、ニネヴェに貢納を納め、エサルハドンが彼らの地にアッシリア人の総督を置くことを認めた。
エサルハドンがアッシュルバニパルとシャマシュ・シュム・ウキンの継承に関する望みを守るため臣下たちに誓約をさせた時、アッシュルバニパルたちへの忠誠を誓った臣下の幾人かはメディアの支配者と君侯たちであった。エサルハドンとメディアの関係は常に平和的なものであったわけではなく、遅くとも前672年までにはメディア人がアッシリアに対する襲撃を行ったことが記録されており、メディアはアッシリアの潜在的な敵としてエサルハドンの卜占の問いかけで恒常的に言及されている。メディアにおけるエサルハドンの主たる敵はアッシリア人がカシュタリティと呼んだ人物である。彼はアッシリアの領土を襲撃していた。この人物は恐らくメディアの2代目の王フラオルテスと同一人物である。

## 家族と子供

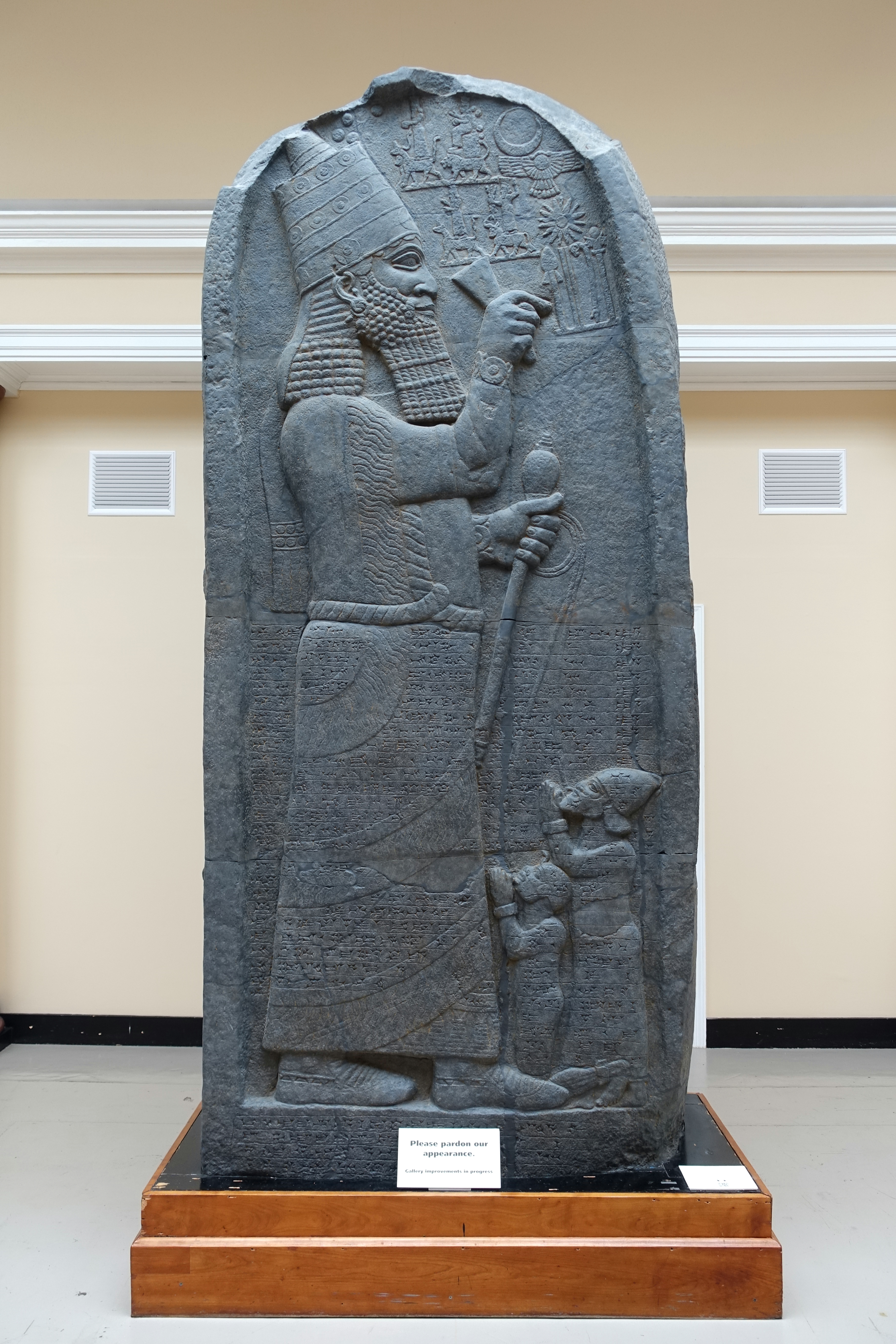
ハーバード・セム博物館にあるエサルハドンの勝利の碑文のプラスター製のコピー。

エサルハドンには少なくとも18人の子供がいた。幾人かの子供はエサルハドンと同じく慢性的な病に苦しんでおり、侍医たちの恒常的かつ定期的な医学的配慮が必要であった。エサルハドンの臣下が王の「多くの子供たち」について議論している同時代の手紙から、エサルハドンの家族はアッシリアの常識に照らしても数が多かったことが確認できる。名前が判明しているエサルハドンの子供たちは次の通りである。
- シェルア・エテラト（アッカド語：Šeru’a-eṭirat[68]）：エサルハドンの長女であり娘たちの中で名前が判明しているただ一人の人物。彼女はアッシュルバニパルより年長であり、恐らくはエサルハドンの全ての子供たちの中でも最年長であった。彼女はエサルハドンの宮廷とアッシュルバニパルの宮廷で重要な地位にあったことが多数の碑文によって証明されている[69]。
- シン・ナディン・アプリ（アッカド語：Sîn-nadin-apli[68]）：エサルハドンの長男であり前674年から急死する前672年まで王太子であった[46][68]。
- シャマシュ・シュム・ウキン（Šamaš-šumu-ukin[68]）：エサルハドンの次男[68]。バビロンの王太子（前672年-前669年）とされ、その後バビロン王位を継いだ[46]。
- シャマシュ・メトゥ・ウバリト（アッカド語：Šamaš-metu-uballiṭ[68]）：恐らくエサルハドンの三男[68]。彼の名前は「シャマシュは死者を蘇らせた」という意味であり、彼が健康に恵まれず苦しんでいたか、あるいは出生時に難産であったことを示す。彼は前672年まで存命していたが、恐らく健康上の問題故に彼は後継者としては無視され弟が選ばれた。シャマシュ・メトゥ・ウバリトがアッシュルバニパルの即位を支持せず、その代価を命をもって支払った可能性もある[70]。
- アッシュルバニパル（アッカド語：Aššur-bāni-apli[71]）：恐らくエサルハドンの四男[68]：アッシリアの王太子（前672年-前669年）とされ、その後アッシリア王となった[46]。
- アッシュル・タキシャ・リブルト（アッカド語：Aššur-taqiša-libluṭ[68]）：恐らくエサルハドンの五男[70]：病弱な子供であったと考えられており、前672年までには死亡していたと考えられる[72]。
- アッシュル・ムキン・パレヤ（アッカド語：Aššur-mukin-pale’a[68]）：恐らくエサルハドンの六男[70]。出生時にはエサルハドンは既に王だったと見られる。アッシュルバニパルの治世中、アッシュル市の神官となった[72]。
- アッシュル・エテル・シャメ・エルセティ・ムバッリッス（アッカド語：Aššur-etel-šamê-erṣeti-muballissu[68]）：恐らくエサルハドンの七男[70]。エサルハドンの即位後に生まれたと見られる。アッシュルバニパルの治世中にハッラーンの神官となった[72]。
- アッシュル・シャラニ・ムバッリッス（アッカド語：Aššur-šarrani-muballissu[73]）：1通の手紙によってのみ存在が確認されている。アッシュル・シャルラニ・ムバッリッスとアッシュル・エテル・シャメ・エルセティ・ムバッリッスは同一人物であった可能性がある[73]。
- シン・ペル・ウキン（アッカド語：Sîn-per’u-ukin[73]）：王の下を訪れるべき時期の問い合わせの手紙と、彼が健康であると説明するほかの手紙から存在が知られている[73]。

エサルハドンに複数の妻がいたことは碑文群から確認することができ、彼が制定させた継承条約において「アッシュルバニパルの母から生まれた息子たち」と「残りのエサルハドンの息子たち」を区別している。妻たちの中で名前がわかっているのはエシャラ・ハンマト（Esharra-hammat）だけである。エシャラ・ハンマトは主として彼女の死後の史料、特にエサルハドンが彼女のために作らせた霊廟（mausoleum）に関する史料から知られている。彼女は恐らく、エサルハドンの正妃（the primary wife）であり、「彼の王妃」という表現で呼ばれている人物であった。エサルハドンの多くの子供たちのうち誰が彼女の子供であったのかは不明である。

## 遺産

### エサルハドン死後のアッシリア

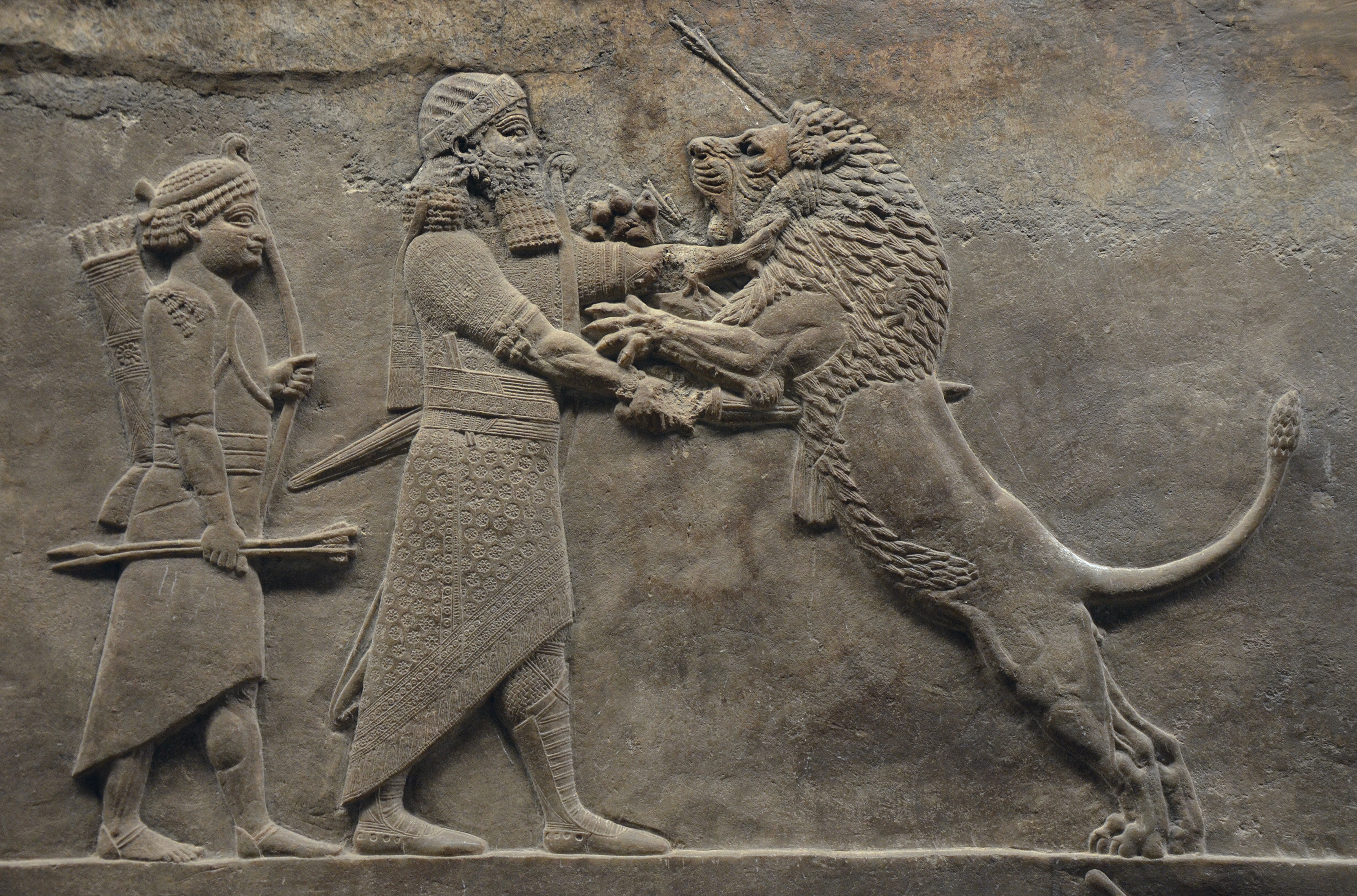
アッシュルバニパルの獅子狩りに描かれた、エサルハドンの後継者アッシュルバニパル。

エサルハドンの死後、息子のアッシュルバニパルがアッシリア王となった。彼の戴冠式に出席した後、兄弟のシャマシュ・シュム・ウキンはアッシリアが奪取していたバビロンのベール神像をバビロンに返還し、バビロンの王となった。バビロンにおいて、アッシュルバニパルはシャマシュ・シュム・ウキンの豪華な戴冠式の祝祭を後援した。王号を持つにもかかわらず、シャマシュ・シュム・ウキンはアッシュルバニパルの家臣であった。アッシュルバニパルはバビロンで王の犠牲を捧げ続け（伝統的にバビロンの君主によって捧げられてきた）、帝国南部の総督たちはアッシリア人であった。軍隊と親衛隊もまたアッシリア人であった。シャマシュ・シュム・ウキンのバビロンにおける治世初期は概ね平和な時の中で、要塞と神殿の修復に時が費やされた。
アッシュルバニパルとシャマシュ・シュム・ウキンが正しく君主として即位した後、アッシュルバニパルは中途に終わっていたエサルハドンの最後のエジプト遠征を完遂するべく前667年に出発した。前667年遠征では、アッシュルバニパルは経路で略奪しながら南はテーベにまで進軍した。勝利の後、プサムテク1世（彼はエサルハドンの宮廷で教育された）とネカウ2世（ネコ2世）を共にファラオとして残し、属王とした。前666年-前665年、アッシュルバニパルはタハルカの甥タヌトアメンによるエジプト再奪取の試みを打ち砕いた。
シャマシュ・シュム・ウキンは力を蓄えるにつれて兄弟の支配から独立する意向を強めていった。前652年、シャマシュ・シュム・ウキンはエラム、クシュ、カルデア人などアッシリアの敵対勢力の連合と同盟を結び、全て南部の都市においてアッシュルバニパルが新たにどのような犠牲を捧げることも禁止した。これは4年にわたる内戦を引き起こした。前650年までにはシャマシュ・シュム・ウキンの状況は厳しいものとなり、アッシュルバニパルの軍隊はシッパル、ボルシッパ、クタ、そしてバビロン自体も包囲下に置いた。バビロンは最終的に前648年に陥落し、アッシュルバニパルによって略奪された。シャマシュ・シュム・ウキンは恐らく自殺に追い込まれた。
その長い治世を通じて、アッシュルバニパルはアッシリアのあらゆる敵国・競争相手に遠征を続けた。アッシュルバニパルの死後、彼の息子アッシュル・エティル・イラニとシン・シャル・イシュクンはしばらくの間、帝国の支配を維持し続けた。しかし彼らの治世の間に、アッシリアの属国の多くが独立を宣言する機会を得た。前627年から前612年にかけて、アッシリア帝国は実質的に崩壊し、主にメディアと新たに独立した新バビロニアが主導する連合によってアッシリアは本国まで押し込まれた。前612年、ニネヴェ自体が略奪され破壊された。最後の王アッシュル・ウバリト2世が前609年にハッラーンで破られ、アッシリアは滅亡した。

## 歴史家による評価

### 業績

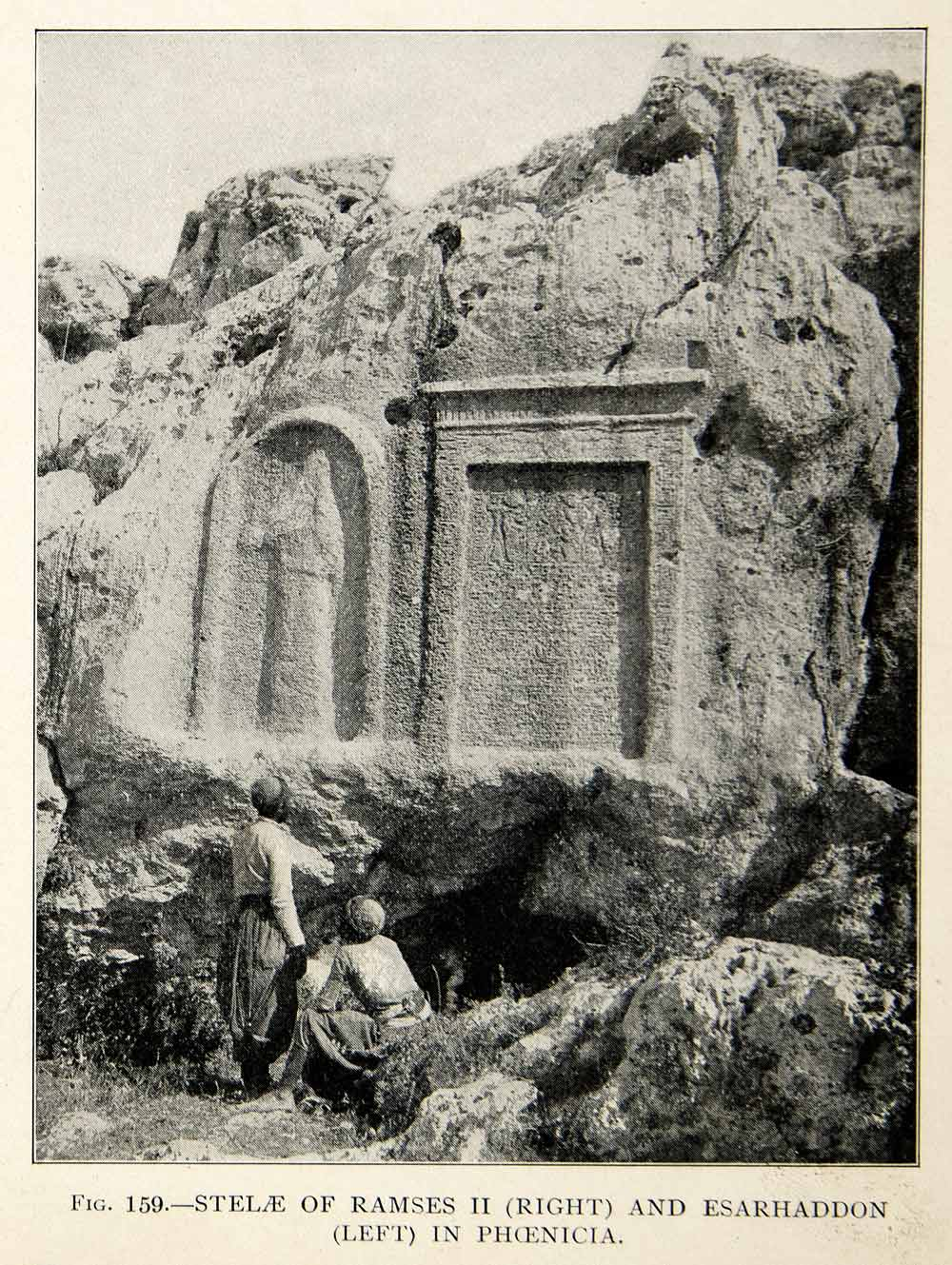
エサルハドンの碑文(左）とエジプトのファラオラムセス2世（右）の碑文。レバノンのナハル・エル＝カルブ川河口沿い。

エサルハドンと前王センナケリブ、および後継者アッシュルバニパルの3人は最も偉大なアッシリア王として認識されている。エサルハドンは一般的にセンナケリブよりも寛大かつ温和とされており、征服した人々を宥め、統合することに大きな努力を払った。彼が達成した多くの業績によって最も成功したアッシリア王の一人として描写されており、こうした業績にはエジプトの征服、反抗的なことで悪名高いバビロニアを平和裏に支配したことや、バビロンの野心的な再建事業が挙げられる。考古学者カレン・ラドナーによれば、エサルハドンは他のアッシリア王たちよりも、有効な史料によってより明確に個人としての姿がわかっている。ほとんどのアッシリア王は王碑文によってのみ知られているが、エサルハドンのおよそ10年間の統治の時代は、宮廷の通信など彼の時代のものと特定できる多くの文書が残されており、史料に恵まれている。
アッシュルバニパルが名高い図書館のために古代メソポタミアの文学を収集したことは有名であるが、彼はこの収集活動をエサルハドンの治世中に既に始めていた。エサルハドンがアッシュルバニパルの収集活動を奨励し、教育した功績があるとみなしてよいかもしれない。

### 人格

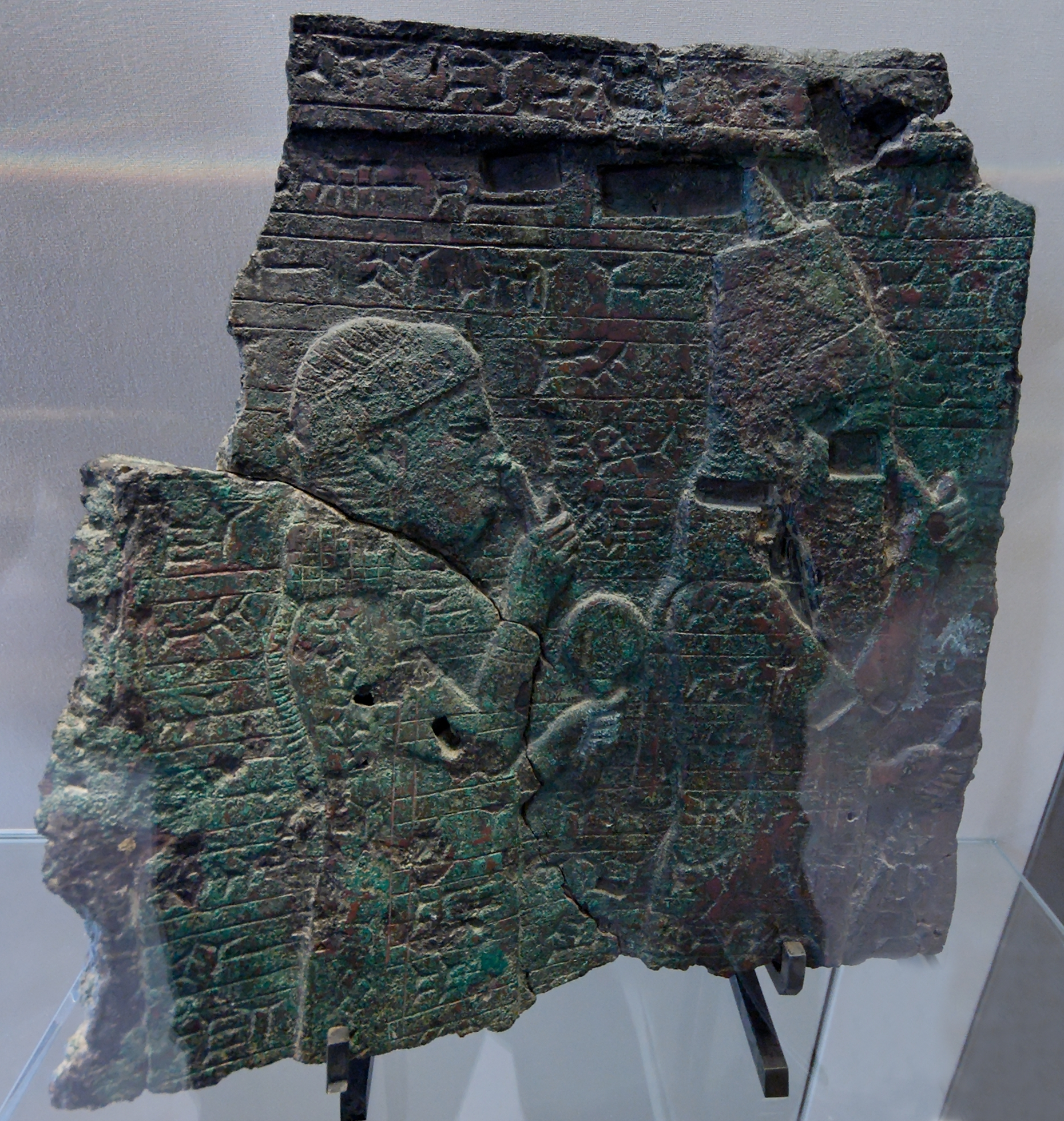
エサルハドン（右）と彼の母ナキア（左）を描いたルーブル美術館収蔵のレリーフ。恐らくエサルハドンの男性親族に対する不信の結果として、その治世中、王族の女性たちはそれ以前までのアッシリアのいずれの時代よりも影響力と権力を振るうことができた。

現代の歴史家たちは、エサルハドンの人格・性格について、「猜疑心の強い」「迷信深い」「妄想症」といった評価を一般的に行っている。これは同時代のエサルハドンの臣下たちが残した書簡、とりわけ凶兆についてのエサルハドンからの問い合わせに対する神官や占星術たちの返信が多数残されていることや、彼が臣下の裏切りを極度に恐れていたことから来ている。
エサルハドンが生涯を通じて不吉な出来事の前兆、凶兆を恐れ、神経質なまでに天体現象を懸念していたことは、当時の占星術師らの報告によって知られている。その実例は以下のようなものである。
国王陛下に。あなたの僕バラシ。国王陛下に平安あれ。ナブー神、マルドゥク神は国王陛下に祝福を与えたまえ。陛下が「なにか（変事）がある、汝は天に（なにを）観測したか」と私に御下問されました件。私は目をこらして見張っております。御返事申上げます。「私はなにも観測しなかった、陛下になにをご報告しなかった（と仰せられる）のでありましょうか。（陛下の）の運命にかかわりないものは、私も観測いたしませんでした」と。国王陛下が私に御下問されました太陽の観測について（お答え申上げます）。今月が太陽観測の月であります。私どもは二度観測するつもりでおります。すなわち、アラフシャムヌの月（第八月）の第二十六日、キスリムの月（第九月）の第二十六日であります。かくして、私どもは二カ月太陽を観測するでありましょう。陛下が仰せられました日蝕について、蝕は起こりませんでした。第二十七日に私はふたたび観測し、そしてご報告申し上げる所存であります。...
また、エサルハドンは自分の即位における騒乱の結果、自分の従者、家臣、そして家族に対して不信を抱き、親族や役人たちが彼に対して害意を抱いているかどうかについて神託や神官たちの助言を頻繁に求めた。エサルハドンは男性親族に対する強い不信感を抱いてはいたが、女性親族に対してはそうではなかったと思われる。彼の治世中、王妃エシャラ・ハンマト、王母ナキア、そして彼の王女シェルア・エテラトは、全員がそれまでのアッシリアの歴史上の女性たちよりも相当大きな影響力と政治的権力を振るった。
エサルハドンの妄想症は彼の住処の選択にも表れた。彼の主要な居城の1つはカルフ（ニムルド）市にあった宮殿で、これは元々は200年ほど前にかつての王シャルマネセル3世（在位：前859年-前824年）によって建設された武器庫であった。カルフ市の中心にある明らかな文化的中心・行政の中心ではなく、この宮殿は防御に適した街外れの別の丘に位置していた。前676年から前672年の間にこの宮殿は強化され、門扉は難攻不落の要塞と化して建物全体を完全に都市から封鎖できるようになった。もしこれらの門扉が封鎖された場合、この宮殿に入る唯一の方法は複数の強固な扉で守られた急で狭い通路だけであった。同様の宮殿はニネヴェにも建てられた。ニネヴェの宮殿もまた、都市の中心から離れた丘に位置していた。
全てのアッシリア王がある地位に誰を任命するか、軍事遠征が成功するかどうかのような政治的・軍事的問題についての助言として、太陽神シャマシュの導き（これは神々からの徴と捉えられたものを解釈することで得られた）を求めたことが知られているが、裏切りの可能性についての問いかけはエサルハドンの治世においてのみ知られている。
大半の学者はエサルハドンが妄想症（paranoid）を患っていたとしており、父センナケリブが殺害された後、妄想性人格障害を患ったとまでする者もいる。一方で別の学者は、このようなレッテルを控え、単にエサルハドンを「猜疑心の強い（mistrustful）」人物として捉える。そして妄想症（paranoia）という用語は「言葉通り妄想的かつ不合理」であり、エサルハドンには実際に数多くの反対者と敵がいた可能性が高いとしている。

### 病
エサルハドンが健康に優れず、頻繁に病に臥せっていたこと、特に晩年にはそれが悪化したことは、当時の医師や祓魔師たちが残した書簡によって現代の歴史学者にも認識されている。しかし、エサルハドンが患っていた病が具体的に何であるのかを特定する試みはさほど多くなされてはいない。
同時代の文書が伝えるエサルハドンの症状は主に発熱、衰弱、食欲不振、関節の硬化（Articular stiffness）、眼球の異常、皮膚の発疹・水疱、寒気、耳の痛みなどである。これらの症状は一度にいくつも現れたものと見られる。
エサルハドンの病気が慢性的なものであったこと、および発作性のものであり、安定期には比較的症状が（少なくとも外国への遠征を行える程度には）落ち着いていたことが数々の手紙から理解できる。従って彼の病気は伝染病の類ではなかったと考えられている。即位した前681年までにはこうした発作の症状はエサルハドンを苦しめており、少なくとも最初に症状が現れたのは35歳よりは若い頃であると見られる。加齢と共に症状は悪化し、前672年の複数の書簡はこの時エサルハドンが死の淵を彷徨ったことを示している。一時的な回復の後エジプト遠征に出た彼は、その途上再び発作に襲われ前669年に死去することになる。
当時の医師・祓魔師たちが施した治療は解熱作用のあるローションの塗布と湿布、皮膚の発疹を抑える軟膏、休養と食事療法、そして祓魔術等の呪術的処置であった。しかし、これらの処置はエサルハドンの病気を完治させることはなかった。エサルハドンは医師たちに治療法を見つけるように繰り返し催促していたことがわかっている。
古代の医師・祓魔師たちが現代の医学的見地から見て記録するべきことを漏らさず記録しているかどうかを確認する術はなく、また記録された症状が同一の病のものであることも保障されないため、最終的にはエサルハドンの病気が何であったのか確実に特定することは不可能である。
一つの見解はエサルハドンが慢性的なリウマチに苦しんでいたというものであり、初期の研究者はこの診断を下していた。一方、フィンランドの学者シモ・パルポラ は、記録されている症状のいくつかが合致しないことからエサルハドンの病気はリウマチではないとし、考えられる候補として膠原病の一種である全身性エリテマトーデスを挙げた。この見解はある程度受け入れられているが、シモ・パルポラ自身も「他の解釈が不可能だと主張はしない（I do not contend that other interpretations are not possible）」と語る通り、あくまで一つの仮説である。

## 称号

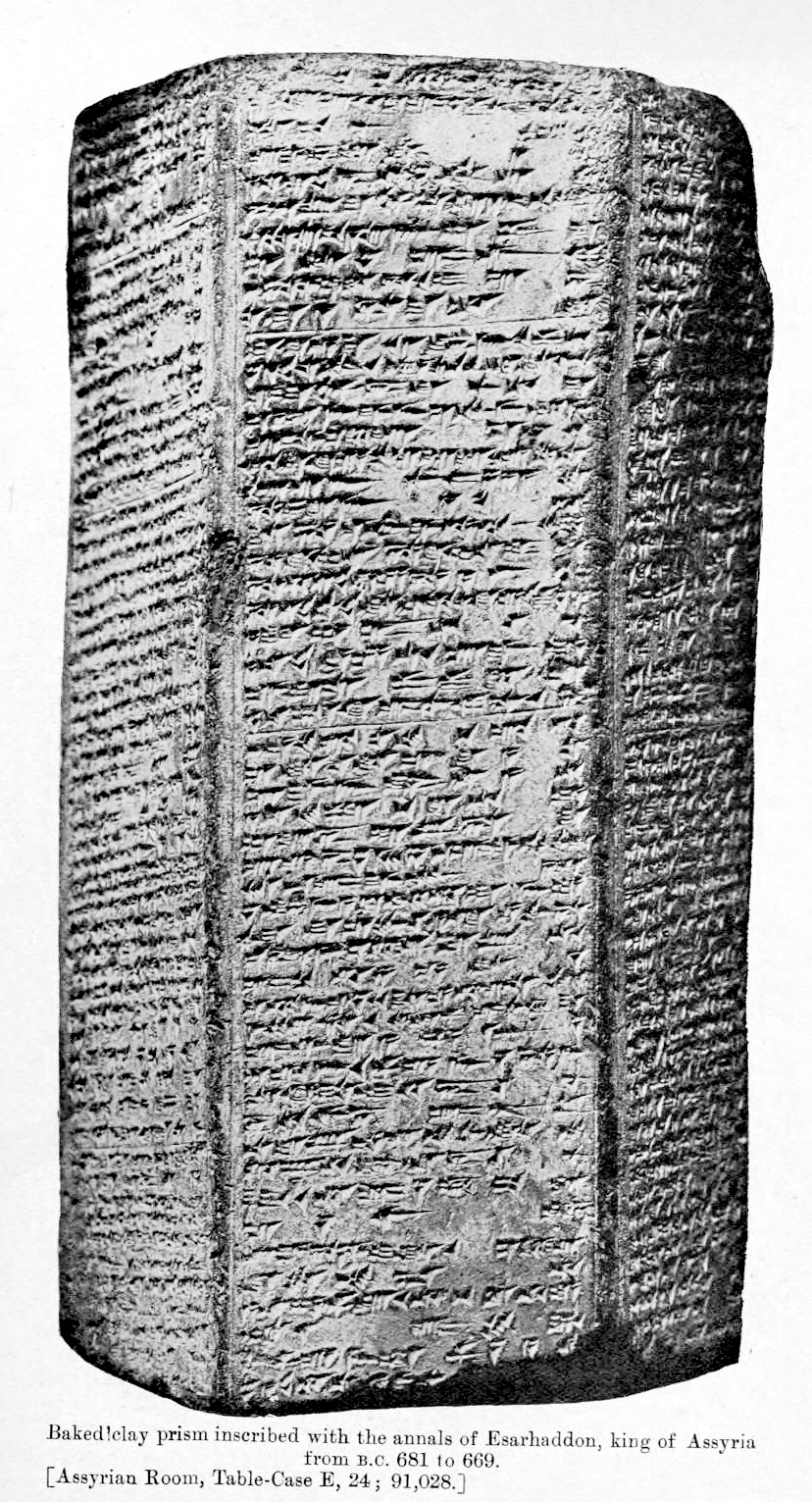
最も保存状態の良いエサルハドンのシリンダー。大英博物館収蔵。BM 91028

エサルハドンは王太子に任命されたこと、権力の座に登ったことを説明するある碑文で次のような王号を使用している。
エサルハドン。大王、アッシリアの王、バビロンの副王、シュメールとアッカドの王、四方世界の王、彼の主、神々の好意を受ける者。アッシュル神、マルドゥク神ならびにナブー神、ニネヴェのイシュタル神ならびにアルベラのイシュタル神、[欠落]、王の名を名付けられた者。
別の碑文ではエサルハドンの称号は次のようになっている。
エサルハドン、大王、強き王、世界の王、アッシリアの王、バビロンの副王、シュメールとアッカドの王。大王にして強き王、アッシリアの王であったセンナケリブの息子。大王にして強き王、アッシリアの王であったサルゴンの孫。アッシュル神、シン神、シャマシュ神、ナブー神、マルドゥク神、ニネヴェのイシュタル神、アルベラのイシュタル神の庇護の下にある者。彼の主、大いなる神々は、日出ずる処より日沈む処まで、彼の進む道に彼に匹敵する者を置かなかった。
エサルハドンのある長いバージョンの王号、およびそれに付随する神々からの贈り物の誇示は別の碑文に保存されている。
余はエサルハドン、世界の王、アッシリアの王、強き戦士、あらゆる君侯の第一位、アッシリアの王センナケリブの息子、世界の王にしてアッシリアの王サルゴンの孫。アッシュル神とニンリル神によって創られたる、シン神とシャマシュ神の寵愛を受けたる、女王イシュタルの愛情の対象にして大いなる神々の心の願望。力強く、賢く、思慮深く、多くを知り、大いなる神々の像の修復とあらゆる大都市の神殿の再建のために大いなる神々が王に指名した者。アッシュルの神殿の建設者にしてバビロンのエ・サギラの再建者、そこに住まう諸神と諸女神の像を修復した者、各地の捕らわれた神々をアッシュルからそれぞれの土地へ戻し、神々が平和な家に住まわれるようにした者、ついに彼は全ての神殿を完全に修復し、神々を自身の神殿に住まわせ、永遠にそこで過ごされるようにした。

神々の力を頼りながら、日出ずる処より日沈む処まで、勝ち誇りつつ進軍し、匹敵するもの無く、神々が我が足元に四方世界の君侯たちを承服せしめた者が余である。アッシュル神に反抗した全ての地に対して神々は余を派遣された。神々の父アッシュル神は、人々を落ち着かせ平和の中で生きられるように、アッシリアの境界を広げるために、余を任命された。シン神、王冠の支配者。力強さ、男らしさ、勇気の神。彼が余の運命を作られた。シャマシュ神、神々の光。我が名誉ある名前に、彼は最も高き名声をもたらした。マルドゥク神、神々の王。彼は強大な嵐の如く、我が支配への恐怖で四方世界の各地を覆った。神々の中に万能なるネルガル神。彼は畏怖、恐怖、素晴らしき畏敬を余に賜った。戦いと戦争の女王イシュタル神。彼女は強き弓、恐るべき投げ槍を余に賜った。
恐らく、エサルハドンの王号の中で最も長く最も精巧なバージョンはエジプトに対する勝利の後に彼が建てた勝利の碑文にあるものである。
エサルハドン、大王、強き王、世界の王、アッシリアの王、バビロンの副王、シュメールとアッカドの王、カルドニアシュの王、その全て、下エジプト、上エジプト、およびクシュの諸王の王、大いなる神々を畏れる者、アッシュル神、シャマシュ神、ナブー神、マルドゥク神の誇り高き専制君主、諸王の王、無慈悲なる者、悪を平定する者、恐怖を纏う者、戦いにおいて恐れを知らぬ者、完全なる英雄、戦いにおいて無慈悲なる者、全能の君侯、君侯たちの手綱を持つ者、獰猛なる猟犬、彼を生んだ父の復讐者、アッシュル神、シャマシュ神、ナブー神、マルドゥク神の庇護を受ける王、この神々、彼の同盟国は正しく歩き、彼の望みを果たす。
彼に従順ならざる者ども、彼に服従せざる君侯を、彼は茂みの葦の如く折り、足の下に踏みつけた。大いなる神々に豊かな供物を捧げる者、彼の考えることは諸神と諸女神の崇拝についてである。[欠落]アッシュルの神殿の建設者、その装飾を完成させた者、エ・サギラとバビロンの再建者、その儀式を細部に至るまで実行した者、捕らわれた土地の人々を[欠落]から彼らの故郷へと戻した者。
王、その供する犠牲は大いなる神々に愛され、神殿におけるその神職を永久に確立し、無慈悲なる武器を王の贈り物として賜った。王、諸王の王たるマルドゥク神がその主権を偉大なるものとし、四方世界の諸王の遥か上のものとされた。御神は全ての土地を彼の足元に帰順させ、彼らに貢納と税を課した。王、彼の歩みは嵐であり、その為すところは怒り狂うオオカミである。彼の前は嵐であり、彼の後ろには雲が沸き起こった。戦い始める彼は力強く、彼は燃やし尽くす炎、消えること無き火である。
世界の王にしてアッシリアの王であったセンナケリブの息子。世界の王にしてアッシリアの王、バビロンの副王、シュメールとアッカドの王であったサルゴンの孫。アダシの息子にして神権の永遠の起源たるベール・バニの系譜に連なる者。アダシはアッシリア王国を創設し、アッシュル神、シャマシュ神、ナブー神、マルドゥク神、彼の主たる大いなる神々の命によりアッシュル市の隷属を終わらせた。
余は力強く、余は全て力強く、余は英雄であり、余は巨大であり、余はとてつもなく巨大であり、余に栄光があり、余は崇められ、あらゆる王の中に余の同等者はいない。アッシュル神、ナブー神、マルドゥク神に選ばれ、シン神に呼ばれ、アヌ神の好意を受け、女王イシュタルと全世界の女神の寵愛を受け、敵たちの土地を完全に破壊する無慈悲なる武器、それが余である。
王、戦と戦闘において力強く、彼の敵たちの住処を破壊する者、彼の敵たちを殺し、彼に仇なす者を根絶し、彼に従わざる者を従わせ、全ての人々を彼の権威の下に置いた者、我が高貴なる主たるアッシュル神、シャマシュ神、ナブー神、マルドゥク神、この神々の言葉は変更されることはない。我が宿命として運命づけられた無敵の王国。また、貴婦人たるイシュタル神、余の神権の愛人は我が手に強弓を握らせ、不誠実な者たちに法をもたらす力強き槍を授け、我が願望をかなえ、従わざる全ての君侯を我が足元に服従させた。

## 年表
| 年（紀元前） | 年齢(*) | 出来事 |
| ------------ | ------- | --- |
| 713年頃      | 0       | エサルハドン、誕生 |
| 701年        | 12      | 父センナケリブがシドンを降伏させる |
| 694年        | 19      | バビロン太守であった長兄アッシュル・ナディン・シュミがエラムに連れ去られて消息を絶つ                                                                       |
| 689年        | 24      | 父センナケリブが反乱への処罰として、バビロン市を破壊 |
| 684年        | 29      | 父センナケリブが、後継者指名をアルダ・ムリッシからエサルハドンに変更                                                                                       |
| 681年        | 32      | 兄アルダ・ムリッシたちが、父センナケリブを暗殺。エサルハドンがアッシリア王になる                                                                           |
| 679年        | 34      | キンメリア人が帝国内に侵入。シドンが反乱する |
| 677年        | 36      | 反乱したシドンを再占領。キンメリア人を撃退 |
| 676年        | 37      | キンメリア人が帝国内に再侵入。エサルハドンはザクロス山脈やタウロス山脈方面に遠征                                                                           |
| 675年        | 38      | エラムが侵攻して、シッパルが奪われる。アナトリア地方にいたアッシリア軍主力は南に反転、エラムを破る                                                         |
| 674年        | 39      | 長男のシン・ナディン・アプリを、自分の後継者として指名する                                                                                                 |
| 673年        | 40      | エジプト遠征（おそらく失敗）。精神的な病状が悪化 |
| 672年        | 41      | 後継者指名していた長男のシン・ナディン・アプリが死亡する。アッシュルバニパルをアッシリア王の後継に指名、シャマシュ・シュム・ウキンをバビロン王の後継に指名 |
| 671年        | 42      | エジプト遠征（２回目） 度々身代わり王を置いて、帝国の統治に混乱を招く                                                                                      |
| 670年        | 43      | サシによる反乱への対処 |
| 669年        | 44      | エサルハドン、死亡（病死？） |

（*　生年を紀元前713年として計算した場合のおよその年齢）